# Valle della Morte

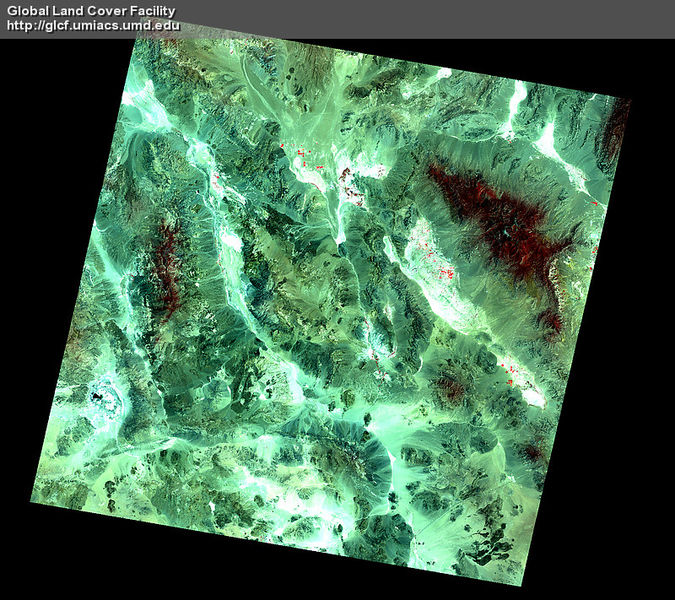
La Valle della Morte ripresa dal Landsat 7

La Valle della Morte (Death Valley in inglese) è un'area desertica degli Stati Uniti d'America che dà il nome all'omonimo Parco nazionale situato nello Stato della California e in piccola parte nel Nevada, il "Parco Nazionale della Valle della Morte" (Death Valley National Park). Circa al centro della valle si trova il punto più basso del Nord America.
Il nome deriva dalle particolarissime condizioni climatico-ambientali che rendono estremamente difficile la sopravvivenza di molte specie animali e vegetali.

## Geografia

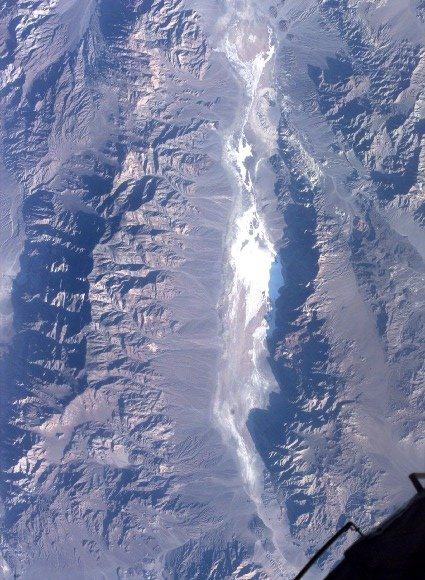
La Valle della Morte fotografata dalla navetta spaziale Columbia, durante la Missione STS-73

La Valle della Morte è una depressione che fa parte del Grande Bacino (Great Basin) e si estende longitudinalmente da nord a sud, fra Sierra Nevada in California a ovest e Stato del Nevada a est.
- la valle è lunga 225 chilometri e larga in media 40 chilometri.
- il parco è lungo circa 170 chilometri e penetra a nord per un breve tratto in Nevada.
- il parco è delimitato a meridione dal Owlshead Mountain (montagna testa di gufi), che è separato dalle Black Mountains (montagne nere) per mezzo del Jubilee Pass (passo del giubileo), porta d'ingresso sud del parco.
- il limite settentrionale del parco è vicino allo Scotty's Castle (castello di Scotty), porta d'ingresso nord del parco.
- verso ovest il parco è delimitato dal Panamint Range che è formato verso nord dalle Cottonwood Mountains che si continuano verso sud nelle Panamint Mountains.
- verso est il parco è delimitato dall'Amargosa Range che comprende verso nord le Grapevine Mountains, che si continuano verso sud nelle Funeral Mountains e nei due gruppi affiancati del Greenwater Range e delle Black Mountains.

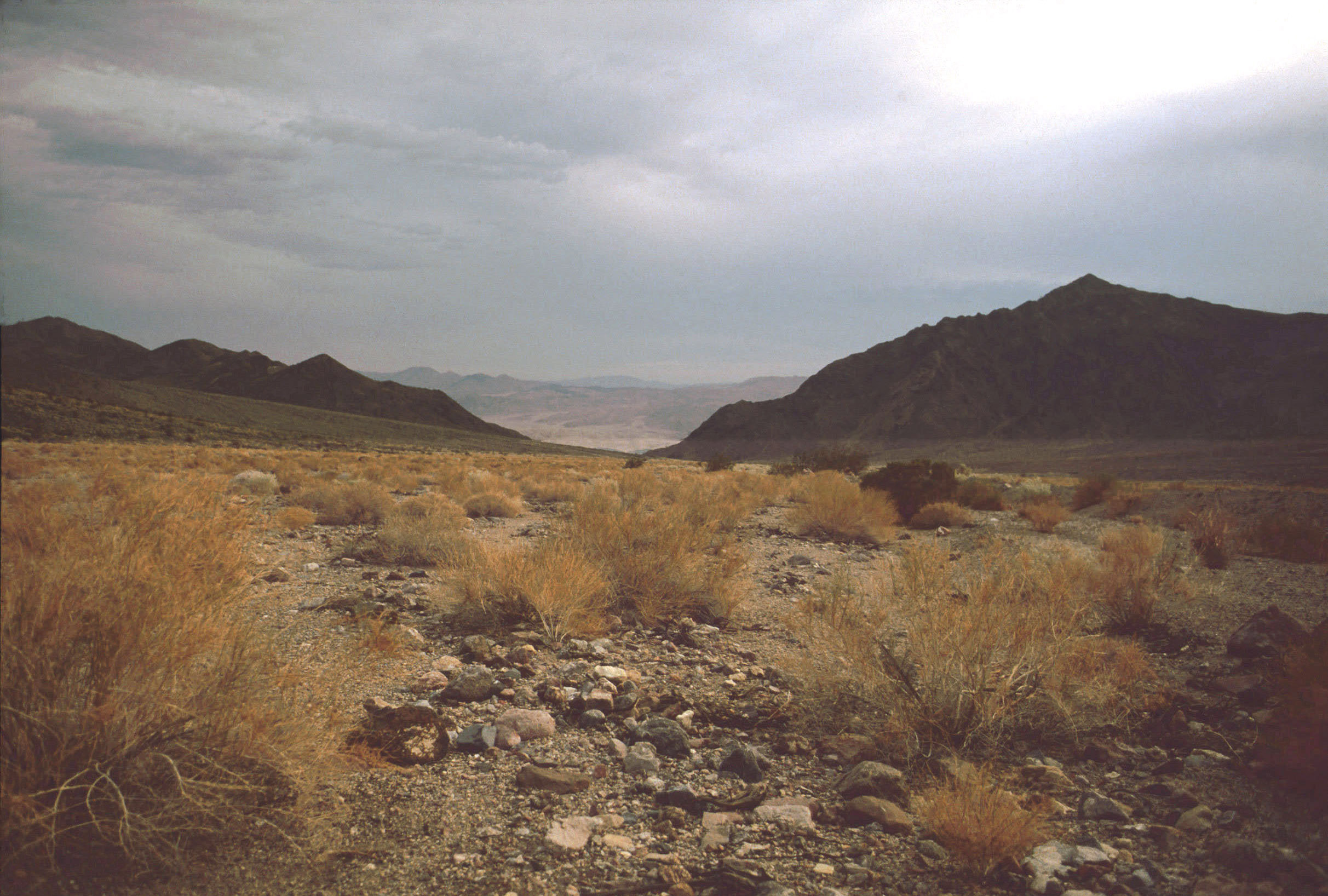
Jubilee Pass, porta di ingresso da Sud

Il bacino è sprofondato di 86 metri sotto il livello del mare. Il punto più basso si trova a Badwater (acqua cattiva).
Badwater è dominato verso est dai calanchi delle Black Mountains, proprio nel punto dove si trova Dante's View e verso ovest si distende la salina, chiamata Devil Golf Course e si vede all'orizzonte Telescope Peak alto 3 300 metri.

## Clima
Il clima della Valle della Morte fa parte della zona climatica del deserto del Mojave ed è decisamente caldo. A causa della disposizione orografica, su tutto il territorio piovono da 3 a 6 centimetri d'acqua all'anno, a seconda degli anni, di conseguenza non c'è un bacino imbrifero con un fiume, c'è solo una piccola sorgente perenne a Furnace Creek.
Da maggio a settembre la temperatura di giorno è in media sui 50 °C con dei picchi anche oltre i 54 °C. La notte scende a valori compresi tra 28 e 37 °C.
Il picco di temperatura massima si è avuto il 16 settembre 1913 con 56,7 °C: ma questo valore non può essere omologato fra i record di temperatura mondiali per l'imprecisione della misurazione dell'epoca. Decisamente migliore la situazione nei mesi invernali, quando la media delle temperature è compresa tra i +26 °C e i +20 °C. Come in tutte le aree desertiche, la diminuzione delle temperature dopo il tramonto è infatti causata dall'assenza di irraggiamento, favorito dalle notti serene e dalla quasi totale assenza di venti.
Durante l'estate, a causa delle elevatissime temperature diurne non si può circolare di giorno. Le ore migliori consigliate per arrivarci sono nel pomeriggio, dalle 17 in poi, e nelle prime ore del mattino dalle 4 alle 9. Il maggior afflusso di turismo domestico si registra fuori stagione, soprattutto in inverno, periodo in cui, dopo brevi ma intense fasi piovose, è possibile osservare il fenomeno del deserto fiorito.

### Accesso

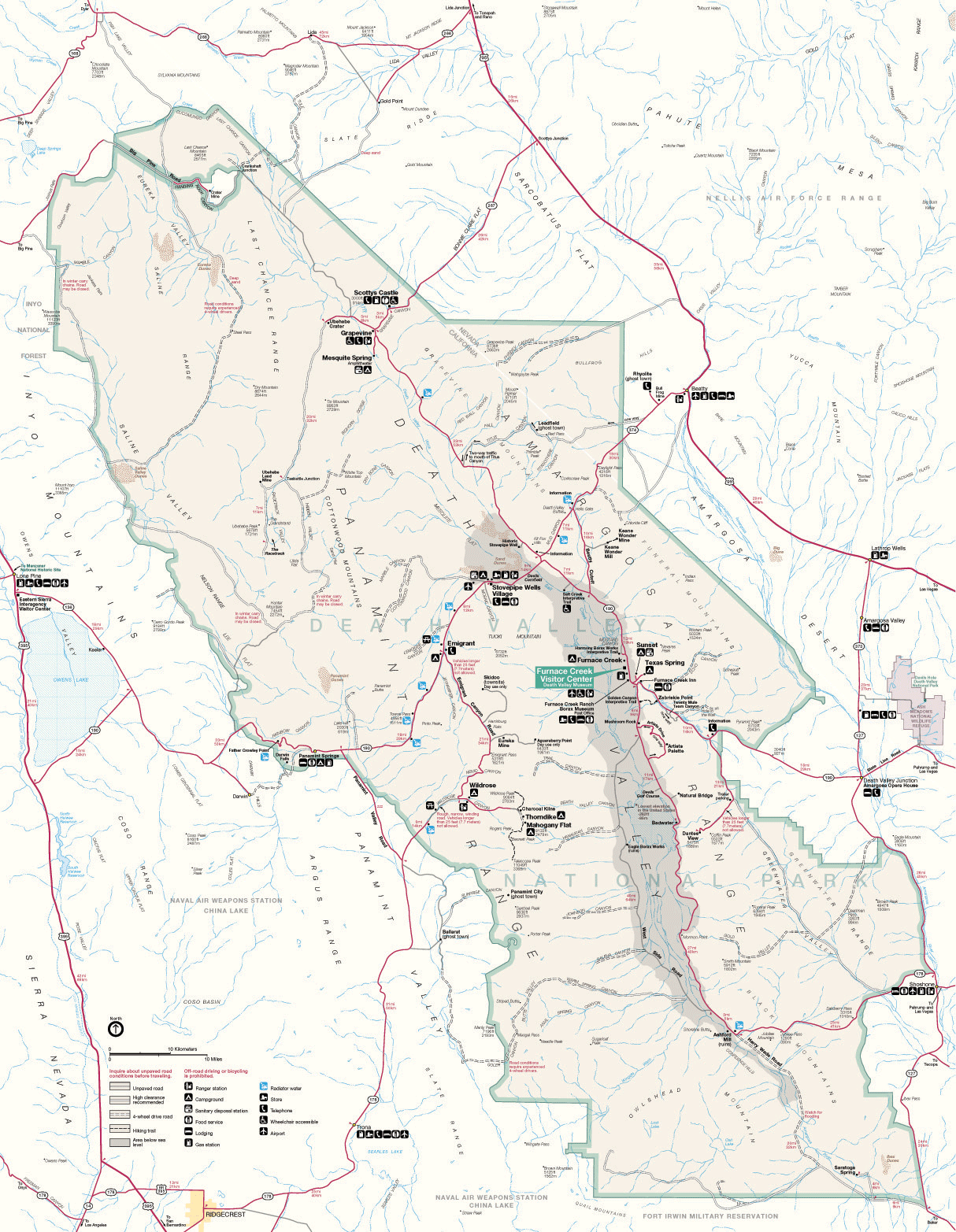
Mappa ufficiale rilasciata dal National Park Service

La Valle della Morte ha i seguenti accessi:
- da sud, dalla statale 15 che unisce Los Angeles con Las Vegas, a Baker si gira verso nord e sulla strada 127 che porta al paese di Shoshone (nome proprio di tribù nativa), dove si imbocca verso ovest la strada 178 che porta al Pass battaglia.
- da est, da La Vegas, sulla strada 95 che va verso Reno si gira verso ovest per la Death Valley Junction e poi si continua sulla strada 190 per Furnace Creek.
- da est, provenendo da Reno verso Las Vegas sulla strada 95, all'altezza di Beatty, si gira verso ovest per Stovepipe Wells. Questo è lo storico ingresso che usavano i convogli dei coloni, per attraversare la valle e si chiama Hells Gate (Cancello dell'Inferno).
- da nord, provenendo da Reno sulla strada 95 per Las Vegas, si imbocca la strada che porta allo Scotty's Castle e si scende verso sud a Furnace Creek.
- da ovest, sulla direzione da Reno a Los Angeles, si imbocca da Olancha verso est la strada 190 che da Panamint Springs attraverso Emigrant Canyon, porta a Stovepipe Wells.
- da ovest, sulla direzione da Reno a Los Angeles, si imbocca da Ridgecrest verso est la strada 178, che porta da Trona, da Wildrose, attraverso Emigrant Canyon, a Stovepipe Wells.

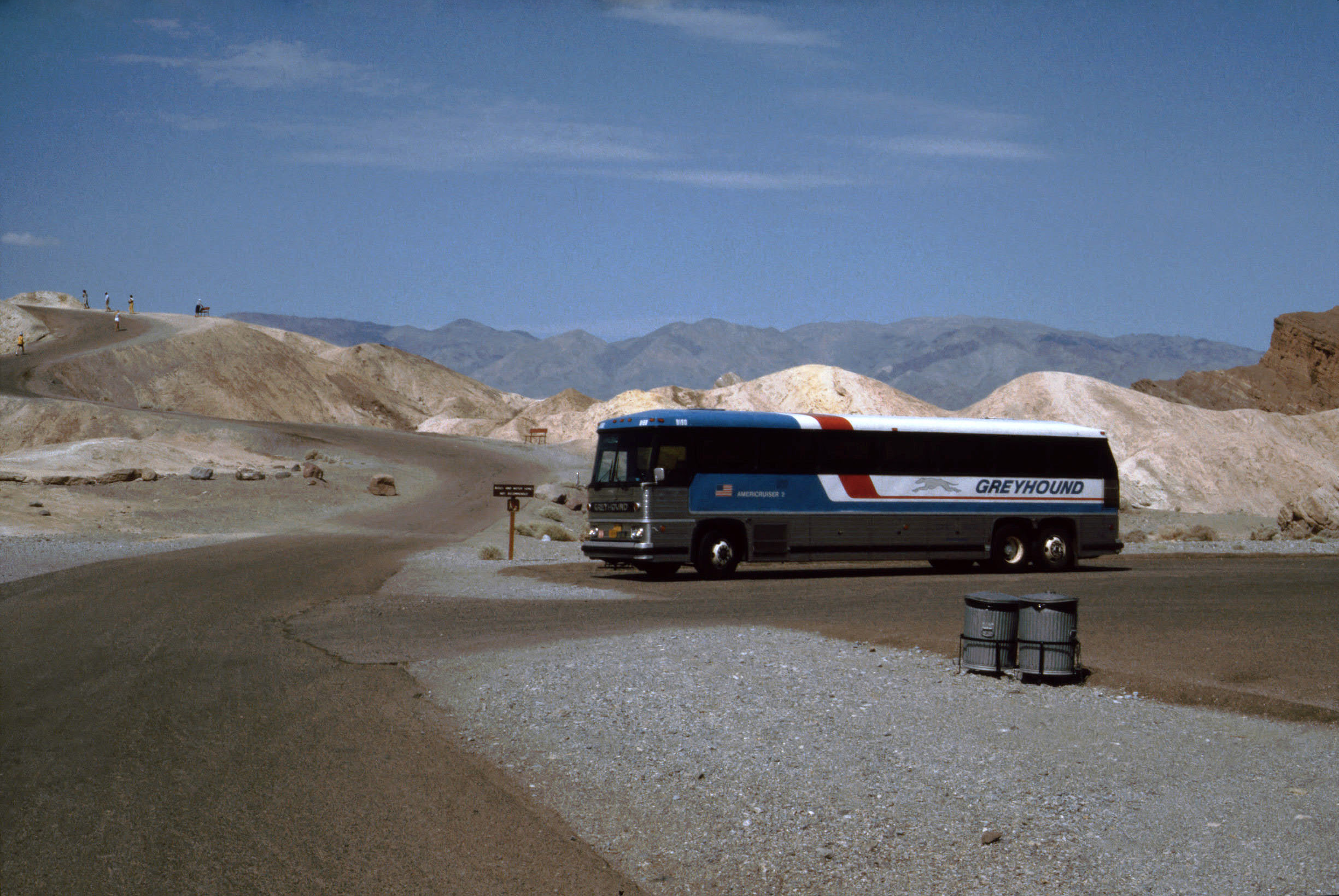
Autobus della Greyhound al parcheggio di Zabriskie Point

Per raggiungerla non ci sono mezzi pubblici di alcun tipo (1982), né il treno. C'è una piccola pista di atterraggio a Stovepipe Wells e Furnace Creek. Il Death Valley National Park Service (servizio del parco nazionale della Valle della Morte), rilascia un Morning (bollettino quotidiano mattutino) della viabilità e delle temperature: a causa delle alluvioni invernali o dell'eccessiva temperatura estiva, le strade d'accesso possono essere chiuse al traffico dai rangers (guardie forestali) che pattugliano il parco.

## Morfogenesi
Le rocce più vecchie si sono formate circa 1,8 miliardi anni fa e hanno subito talmente tanti cambiamenti che sono quasi illeggibili. Le rocce che datano circa 500 milioni di anni fa trovate nel Panamint e nelle Funeral Mountains, sono fatte di arenaria e il calcare indica che il luogo era un mare caldo e poco profondo, che si trovava all'Equatore, durante la maggior parte dell'era paleozoica (570-250 milioni di anni fa).

### Deformazione delle montagne
Col passar del tempo il mare ha cominciato a retrocedere lentamente verso ovest mentre la terra è stata spinta verso l'alto e verso nord. Questa spinta era dovuta ai movimenti di subduzione, quelli del magma lontano sotto la superficie della terra.
La tettonica a zolle spiega che la crosta terrestre si compone di serie di sezioni collegate, dette piastre. Dato che la Valle della Morte si trova in una zona adiacente al contorno che separa due di queste piastre, mentre le piastre si muovevano lentamente una contro l'altra, le forze di compressione hanno piegato gradualmente, deformato e fratturato la sottile crosta. Questa deformazione diffusa della roccia e il suo innalzamento si sono presentate durante la maggior parte dell'era mesozoica (250-70 milioni di anni fa). I periodi attivi della costruzione (sollevamento) della montagna si sono alternati con periodi calmi in cui le forze di erosione hanno lavorato per rompere e asportare quello che le montagne avevano eretto.

### Vulcani viaggianti
La fase successiva di sviluppo della Valle della Morte è stata soprattutto influenzata dall'attività vulcanica che si è svolta in gran parte dell'era Cenozoica (70-3 milioni di anni fa). Poiché l'elevazione della montagna ha aumentato la superficie terrestre, la crosta è diventata fragile. Il magma caldo e fuso sotto la superficie è scaturito in alto e ha eruttato in questi punti deboli. I getti vulcanici sono comparsi prima a nord-est, nel Nevada e hanno ricoperto la regione della Valle della Morte con strati numerosi di cenere e lapilli.

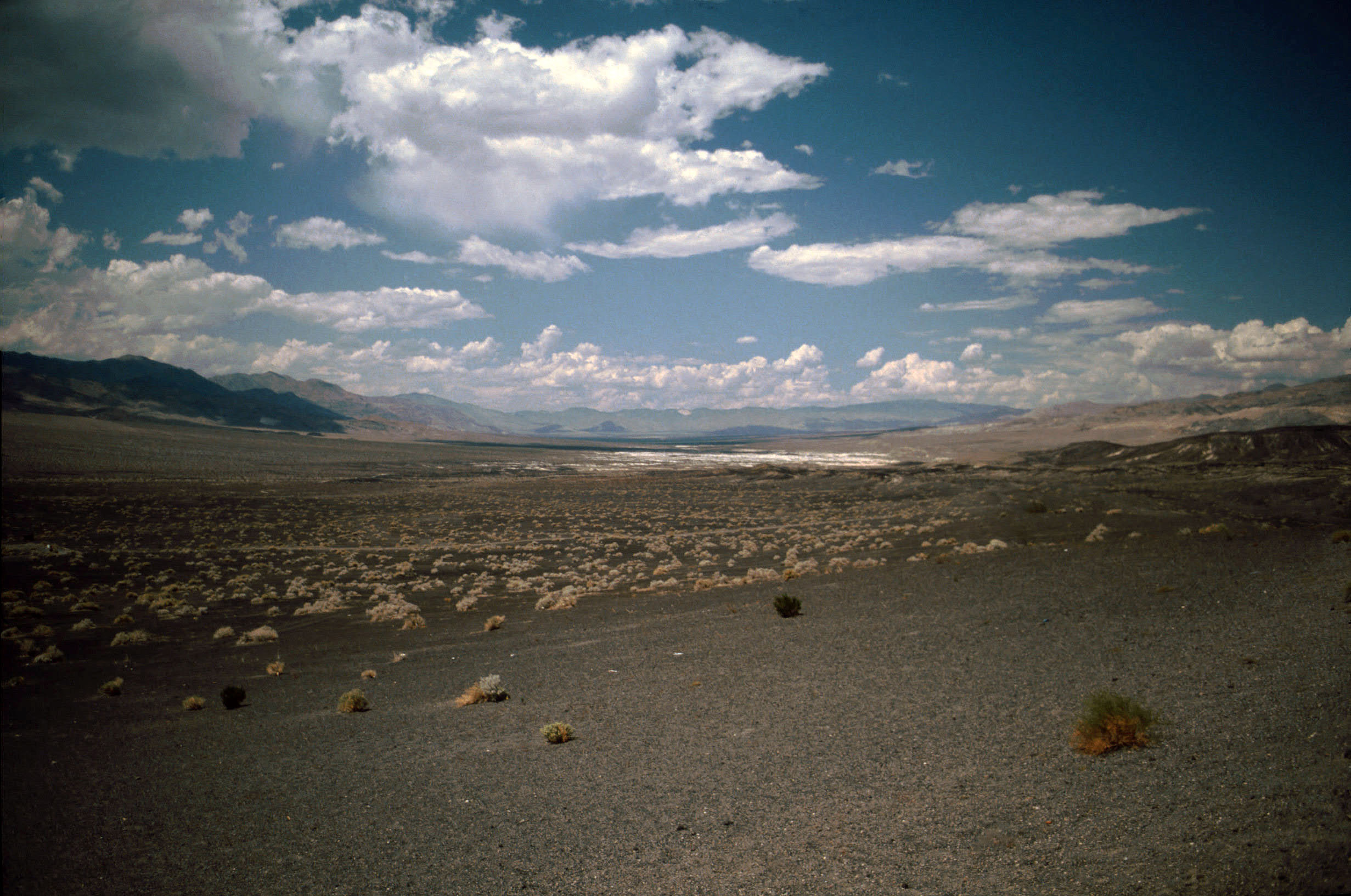
Cinder field (campo di cenere)

La topografia a quel tempo consisteva di basse colline rotolanti, di cui è nota integra ancora una: Shireline Butte, nel Sud nella valle. Col tempo, il centro di attività vulcanica si è mosso progressivamente verso ovest, finché ha prodotto una catena di vulcani che corrono da Furnace Creek verso Shoshone, oggi rappresentati dalle Black Mountains.
I risultati secondari delle eruzioni di lapilli e cenere danno i vividi colori dell'Artist's Palette (tavolozza dell'artista) e dei giacimenti minerari del famoso borace (borato di sodio) della Valle della Morte.

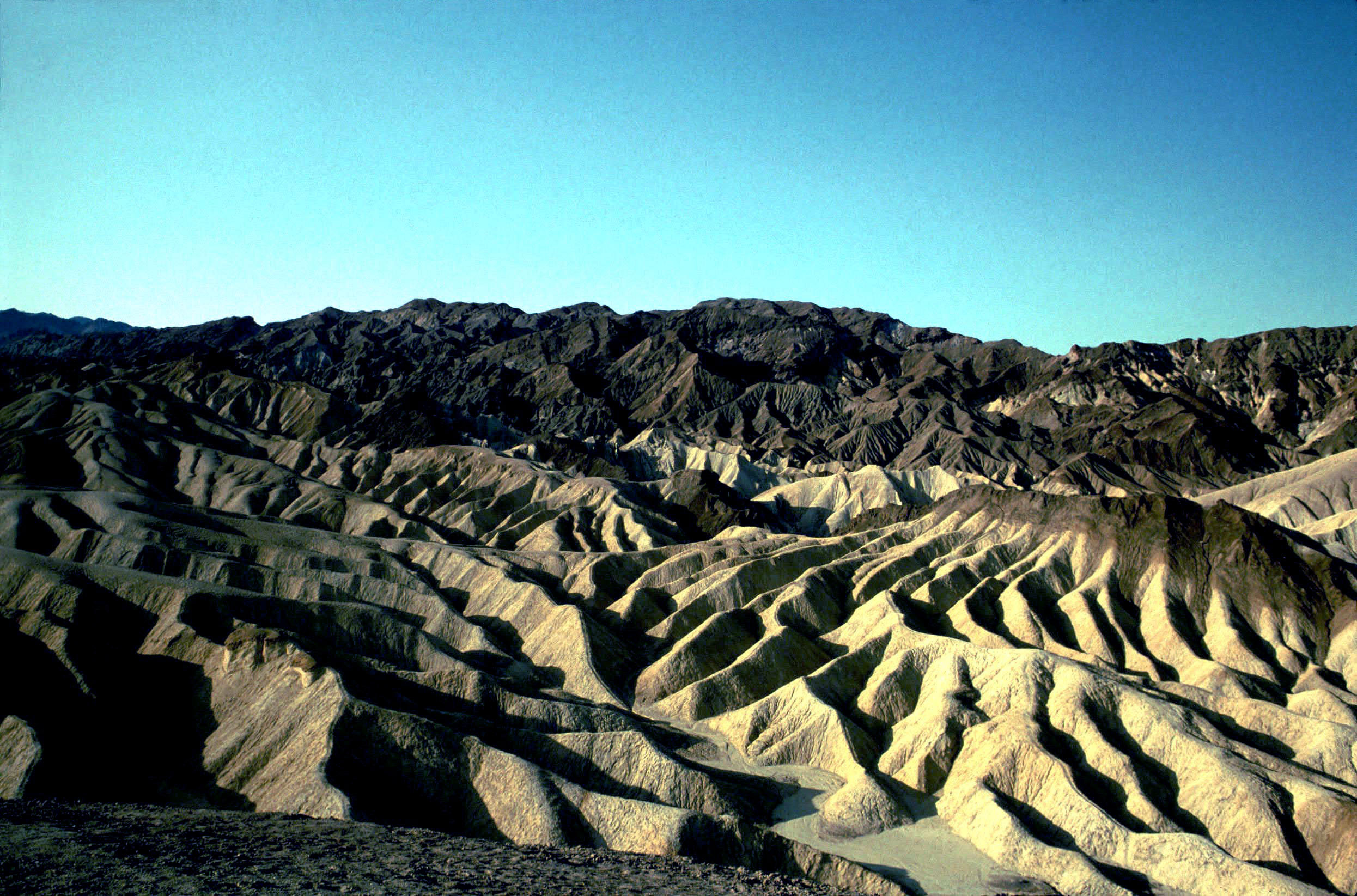
Zabriskie Point, badlands (terre cattive) all'alba

Dieci milioni di anni fa si sono formate le rocce colorate intorno a Zabriskie Point (punto di Zabriskie).

### Il bacino e la catena montuosa
Circa tre milioni di anni fa, le dinamiche del movimento della crosta terrestre sono cambiate e la Valle della Morte ha cominciato a formarsi propriamente. Attualmente, le forze di compressione sono state sostituite da forze di estensione. Questa "spinta laterale" della crosta terrestre ha permesso che i grandi blocchi di terra scorressero lentamente uno dopo l'altro lungo i bordi, formando valli e montagne. Il bacino di Badwater, il bacino di sale della Valle della Morte e la catena montuosa del Panamint contengono un blocco, come unità strutturale, che sta ruotando verso est. Il pavimento della valle sta slittando costantemente verso il basso, abbassandosi lungo la linea che si trova alla base delle Black Mountains. Questa caduta sta continuando ancor oggi. La prova di ciò può essere vista nelle scarpate fresche esposte vicino a Badwater.

### Laghi evaporati

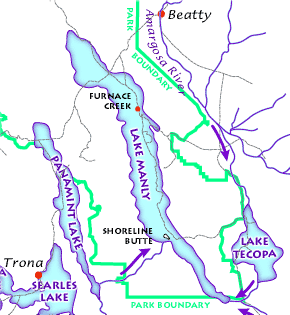
Il sistema del lago di Manly (USGS image)

La Valle della Morte, oltre ai mutamenti strutturali, è stata sottoposta a cambiamenti climatici importanti, durante gli ultimi tre milioni di anni. Durante l'ultima era glaciale principale dell'America settentrionale, la valle faceva parte di un sistema di grandi laghi. I laghi scomparvero circa 10 000 anni fa, quando il clima si riscaldò. L'era glaciale più corta, circa 2 000 anni fa, ha provocato di nuovo lo sviluppo di un più piccolo sistema lacustre, però quando il clima si è scaldato di nuovo, questa acqua è evaporata e sono rimasti gli ampi campi di giacimenti di sale (cloruro di sodio, NaCl).
Il lago che si estendeva nella Valle della Morte è stato chiamato Lake Manly (lago di Manly) e faceva parte di un bacino acquifero, collegato al fiume Colorado. Nell'immagine grafica, il sistema del lago di Manly come si poteva vedere durante la sua massima estensione 22 000 anni fa

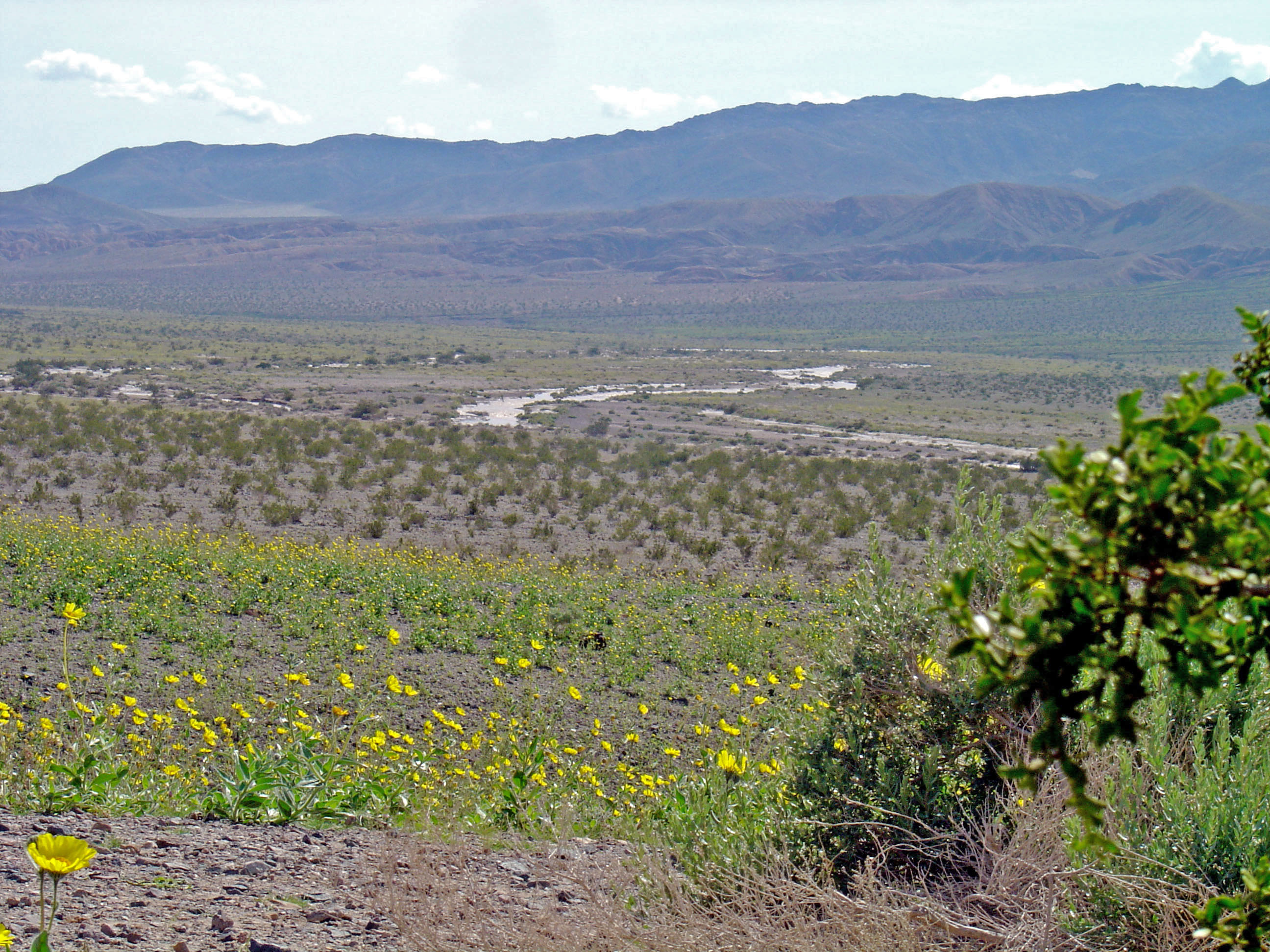
Amargosa River durante il periodo piovoso

Il fiume Amargosa, durante il periodo piovoso, può affiorare in superficie, come è successo nell'inverno del 2005. Allora si sviluppa la normale flora selvatica. Nel 2005, c'è stata un'importante inondazione nella Valle della Morte ed è riapparso il lago di Manly su vasta scala. Più di 260 km² sono stati coperti dal lago, permettendo ad alcuni turisti e alle guardie forestali del parco (ranger), di essere le uniche persone ad avere attraversato il deserto in canoa. Il lago di Manly riesumato era profondo circa due metri. L'acqua è evaporata rapidamente, lasciando dietro di sé una miscela di fango e sale.

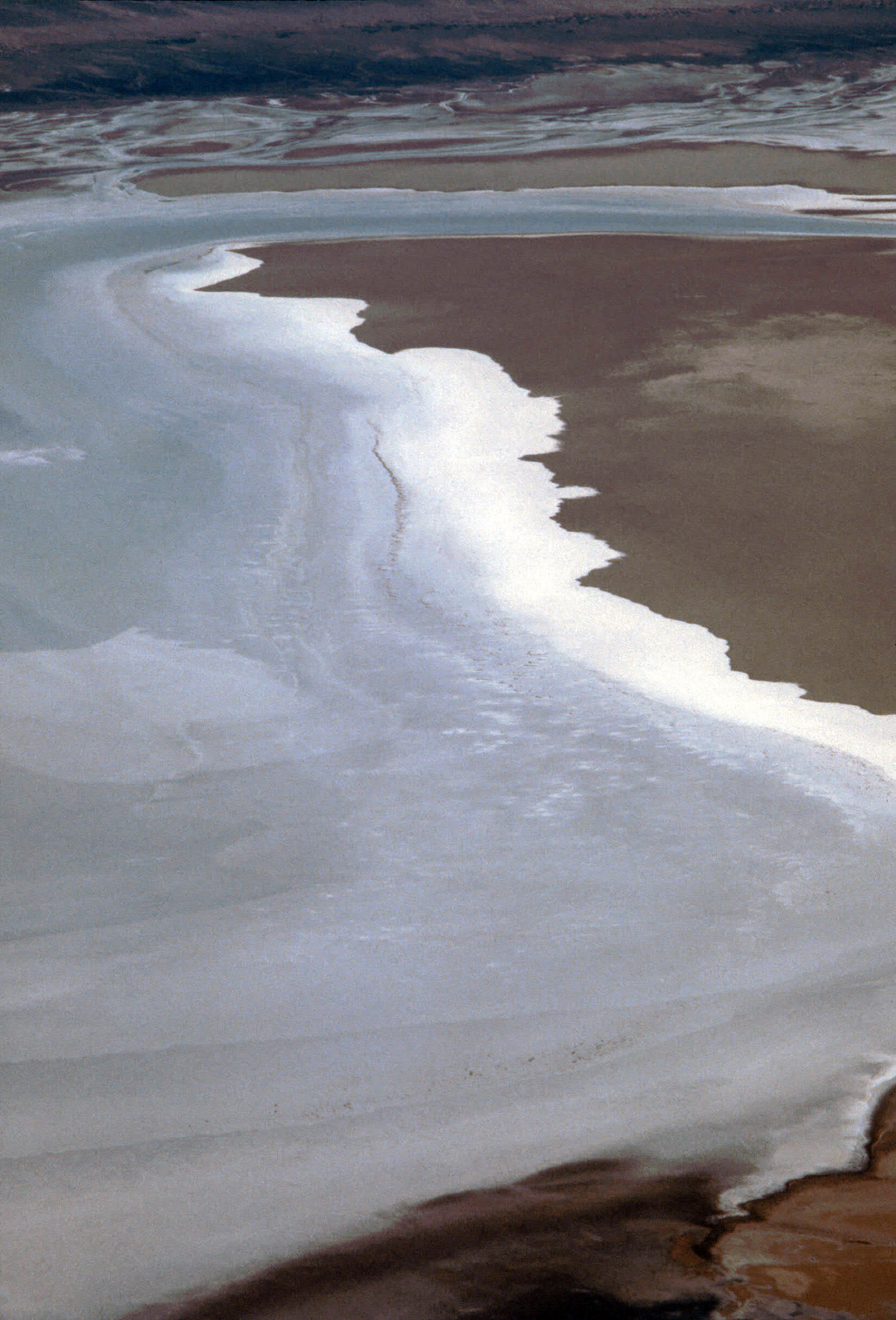
Devil's Golf Course

Attualmente non è più collegato al fiume Colorado ma riceve acqua dal fiume Amargosa; quest'acqua va a finire in un'enorme fossa che si trova sotto la superficie della Valle della Morte, formando una delle raccolte d'acqua sotterranea più vasta del mondo e della quale Badwater è un piccolo affioramento. Nell'immagine del Devil's Golf Course, visto da Dante's View, si può vedere quel che resta del lago di Manly: quella che sembra spumeggiante costa marina, non è nient'altro che un solido banco di sale

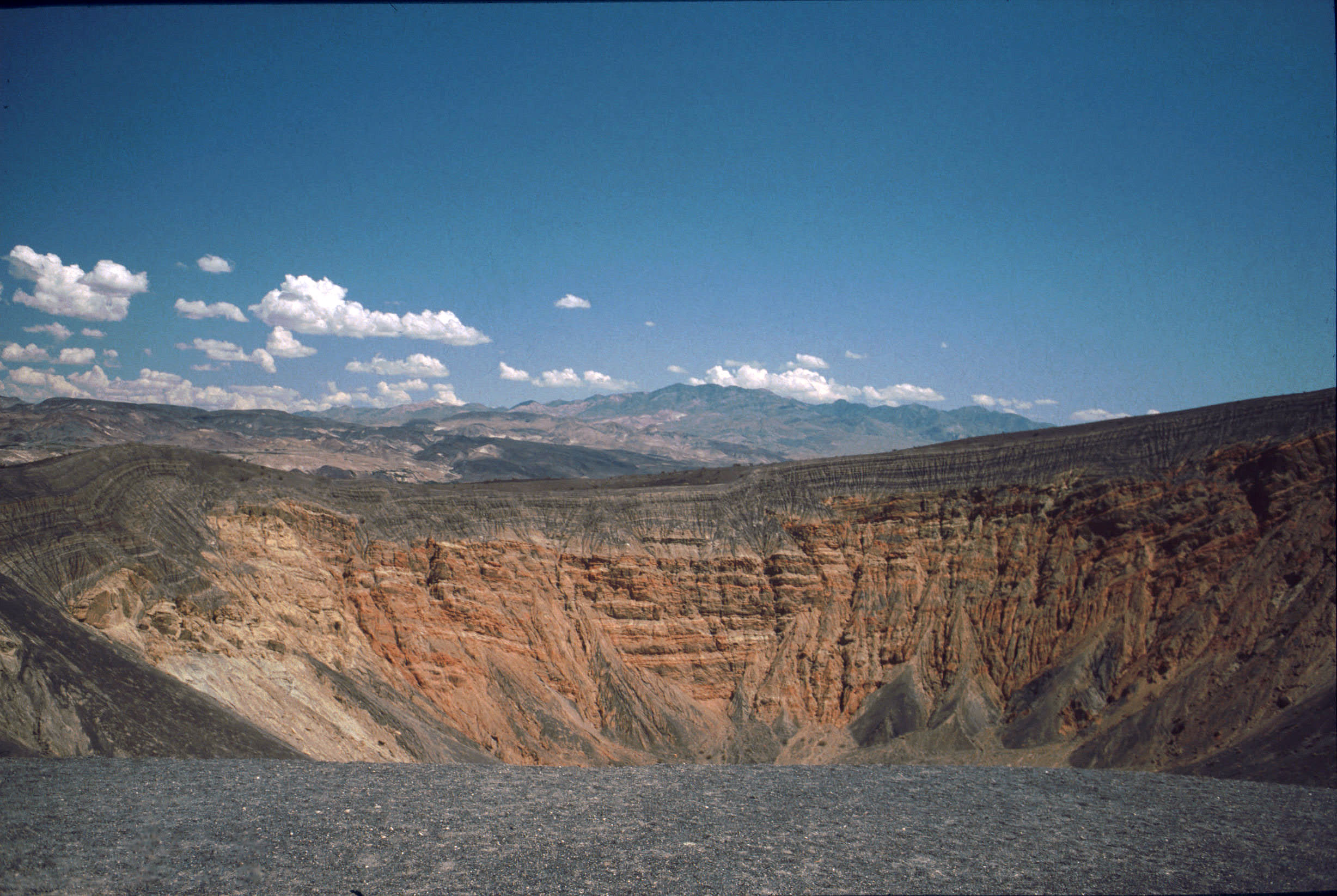
Ubehebe Crater

### Un vulcano di ieri: il cratere di Ubehebe
Esistono segni recenti di attività vulcanica nella parte Nord della Valle della Morte al cratere di Ubehebe. I crateri si sono formati soltanto circa 2 000 anni fa, causati dalle esplosioni violente di vapore, quando materiale fuso caldo è venuto a contattato con l'acqua freatica. Queste grandi depressioni indicano che non tutto è calmo sotto la superficie della Terra.

### Il profilo futuro

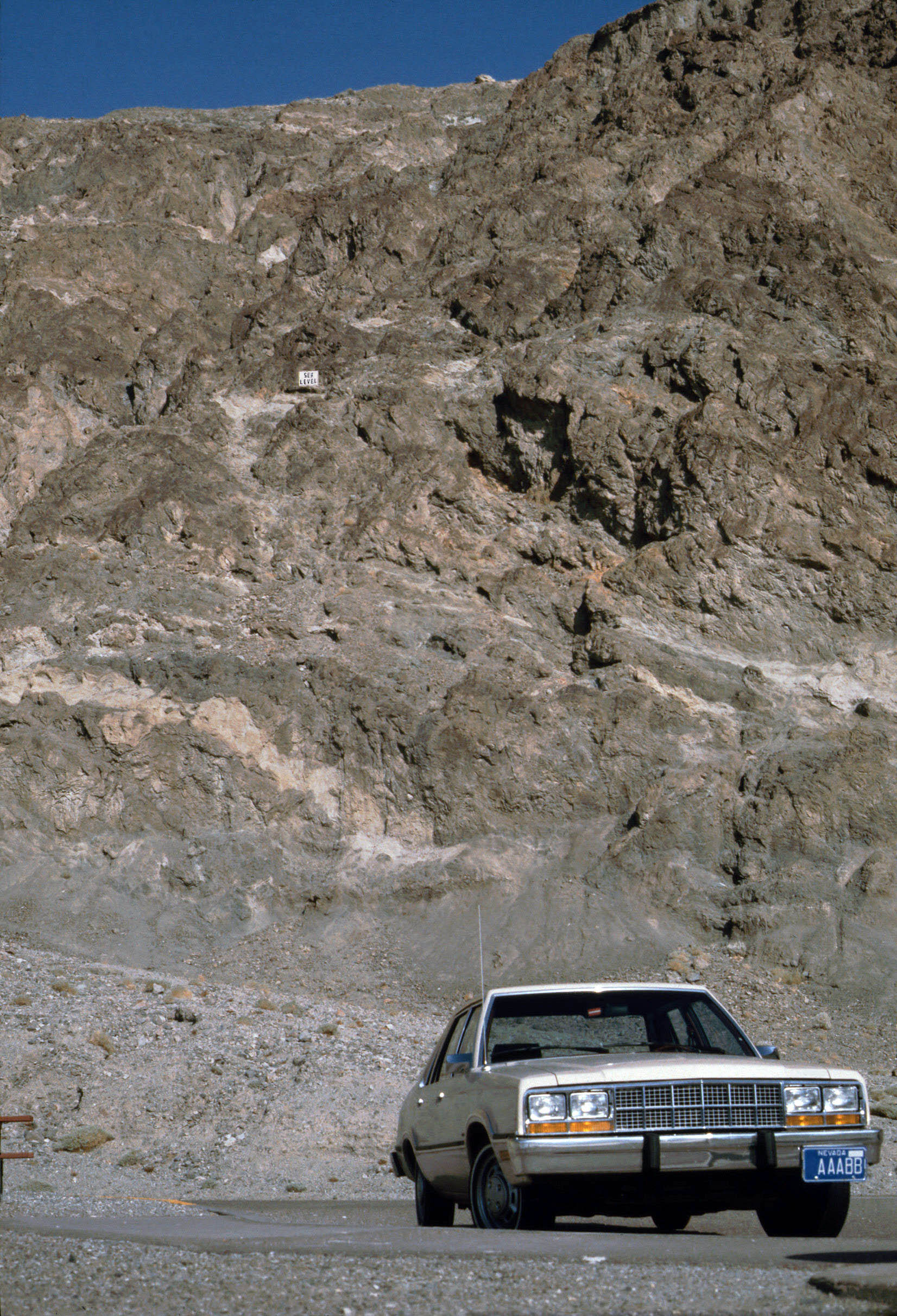
Badwater, il punto più basso degli Stati Uniti. Il cartello bianco visibile sulla parete della montagna indica il livello del mare.

Il paesaggio della Valle della Morte è cambiato dagli inizi del tempo. Sta cambiando ora e continuerà a cambiare in futuro. Le forze di erosione tagliano lentamente via le formazioni rocciose antiche, rimodellando la superficie del terreno mentre il bacino continua ad abbassarsi, attualmente si trova a 86 metri al di sotto del livello del mare ed è il punto più basso degli Stati Uniti.
Durante le ere glaciali la Valle della Morte si riempie d'acqua e si forma un lago (Manly Lake), mentre durante i periodi interglaciali, l'acqua evapora e il lago pian piano si svuota. Intanto il terreno della Valle della Morte cede e si abbassa sempre di più, perché sotto la sua superficie esiste una cisterna piena d'acqua proveniente dal fiume Amargosa.
Esistono ventitré formazioni sedimentarie, due zone di sprofondamento erosivo, un gruppo montagnoso uniforme e il sistema dei vulcani. La complessa formazione fa della Valle della Morte un museo geologico naturale, ricco di posti da visitare da questo punto di vista.

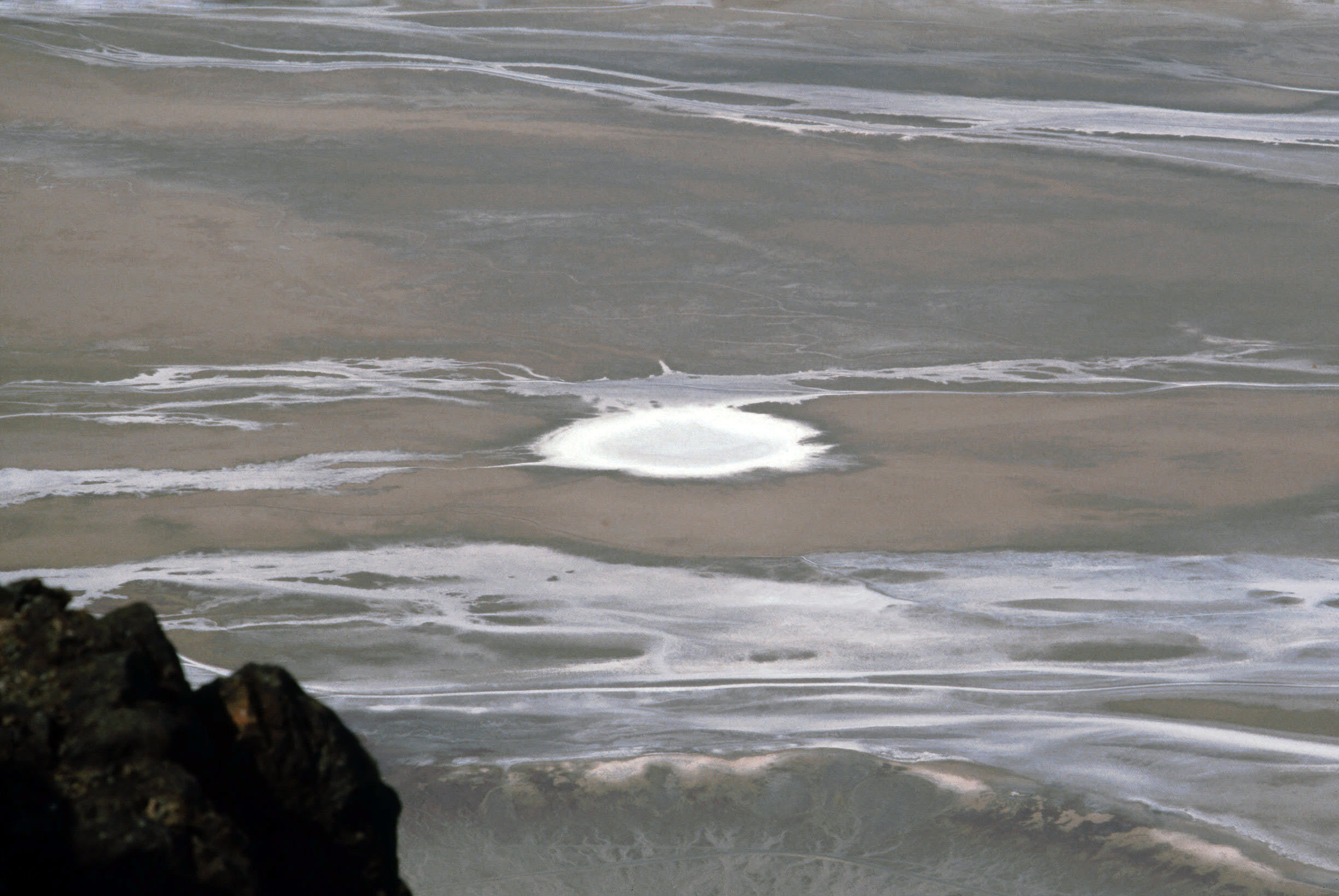
Deposito di sale

## Geologia

### Mineralogia
Il borace è un minerale contenuto nei borati che sono sali ossigenati di boro, sodio e calcio idrati. Questi sali sono di origine vulcanica ma i processi di trasformazione superficiale li hanno differenziati in ventisei tipi diversi di minerale, dei quali i principali sono: borace e tincalconite, ulexite, proberite, colemanite, proceite. Nelle pozzette di Badwater si formano e si sciolgono continuamente la glauberite CaNa(SO4)2 o solfato di calcio e sodio e la epsomite MgSO4 o solfato di magnesio.

### Fossili
Nella pietra sedimentaria delle Funeral Mountains si trova il corallo fossile, che indica come qui esistesse il mare 450 milioni di anni fa. Campioni si possono acquistare al supermercato naturalistico di Furnace Creek.
Una testa di femore di Titanothere e altri pezzi fossili di roditori, cani, camelidi e tapiri si trovano al Museo di Furnace Creek.

## Ambiente

### Flora
Nella Valle della Morte si trovano 600 tipi di piante e fiori del deserto, adattate all'alta temperatura, al forte vento, alla scarsità d'acqua, o ad acqua con alto contenuto salino. Molte piante crescono schiacciate sul terreno a causa del vento, altre sviluppano delle lunghe radici oppure radici ramificate per utilizzare quella poca acqua disponibile. Alcune piante hanno una lacca naturale o una copertura per ridurre la perdita tramite l'evaporazione, altre perdono il fogliame durante la stagione secca. Alcune piante sono capaci di sopravvivere utilizzando un'acqua che contiene fino al 5% di sale.
Domina la steppa alofila con il sagebrush (Artemisia tridentata). Le piante più comuni sono la Stickring Boerhaavia o Wetleaf spiderling (Boerhaavia anulata), il Sunflower o Desert gold (Geraca canescens), la Mohavea (Mohavea brevifloris), la Golden primrose (Oenothera brevipes), lo Spot Mallow o Desert Five-spot (Malvastrum rotundifolium).
I fiori più comuni delle montagne e dei canyon sono la Mariposa Lily (Calochortus kennedyi), lo Strawberry cactus (Echinocereus engelmannii), la Panamint Daisy (Enceliopsis covillei), il Bear poppy (Arctomecon meriamii), lo Stream Orchis (Epipactis gigantea), il Prickleleaf (Hecastocleis shockleyi) e il Desert holly (Atriplex hymenelytra), che si trova vicino al cratere di Ubehebe.

### Fauna
La vita animale è comune nella Valle della Morte, contrariamente a quel che comunemente si pensa. Da Badwater (-86 metri) a Telescope Peak (3 367 metri), ci sono più di 3 chilometri di differenza e a ogni altitudine si trova una varietà di nicchie ecologiche, che spazia dai piani salati alla boscaglia coperta di conifere.
Ci sono molti animali del deserto, 260 specie di uccelli, dei quali molti ospiti stagionali invernali, 40 specie di mammiferi, 36 specie di rettili, 17 specie di lucertola e 19 specie di serpente. Di tutti questi animali, è possibile osservare con facilità un piccolo iguana chiamato chuckwalla, i corvi e gli uccelli acquatici, nell'unica pozza che c'è a Furnace Creek e nelle poche sorgenti vicine. Comuni sono le lucertole nelle dune di sabbia. Nell'acqua amara di Badwater sono presenti piccoli crostacei di cui non si conosce la provenienza e insetti, larve, alghe, zolle d'erba e salamoia di malerba. Vive qui un'inconsueta varietà di chiocciola marina, della quale non si conosce la provenienza.

#### Animali del deserto
Nella zona del Mesquite Flats, comuni sono i roditori come lo scoiattolo (ground squirrel), il topo canguro (kangaroo rat), il topo (wood rat), alcune varietà di roditori del genere perognathus (pocket mice), la lepre (cottontail rabbit), mentre un altro tipo di lepre (jackrabbits) si trova sulle montagne. La volpe (kit foxe), il coyote e la lince (bobcat) si trovano alle quote più basse, mentre il muflone (desert bighorn sheep) e gli asini selvatici (wild burro), si trovano in montagna.
Vi sono poi le seguenti specie: Antelope Squirrel; Avocet, Pecurvostra americana, uccello acquatico del deserto; Badger; Banded Gecko, Caleonyx variegatus, rettile, geco; Barn Owl, uccello, gufo; Black-collared Lizard, rettile, lucertola dal collarino nero; Bobcat; Bufflehed Duck, bucephala alveola, uccello acquatico del deserto; Chuckwalla, Sauromalus obesus, iguanidae family rettile sauro;
Coyote, canis latrans var. ester Meriam, mammifero; Bighorn del deserto, Ovis canadensis nelsoni, mammifero; Cottontail Rabbit, Sylvilagus audubonii arizonae - Allen, mammifero, coniglio selvatico; Scorpion, Hadrurus hirsutus, insetto velenoso, scorpione, che di notte finisce nelle scarpe e non riesce più a uscirne; Desert Tortoise, Gopherus agassizii, rettile, tartaruga del deserto; Gambel's Quail; Golden Eagle, aquila; Giaiant Water Bug, Lethocerus americanus, insetto; Horned Lizard, Phrynosoma sp. rettile, lucertola cornuta; Hampbacked Beetle, Ground beetles aimlessly wander, insetto, pulce; Jackrabbit Black Tailed, Lepus californicus deserticolo, lepre; Mearus, mammifero; Kangaroo rat, mammifero, non beve e ricava acqua dai semi secchi; Kit Fox, mammifero, volpe; Loggerehead shrike, Lanius ludovicianus, uccello terricolo; Mojave Rattlesnake, rettile; Mountain Kingsnake, rettile; Mountain Lion, mammifero, puma; Mourning Dove, Zenaidura macroura, uccello terricolo; Mustang, mammifero, cavallo selvatico; Raven, uccello corvo; Red-Tailed Hawk; Ringtail Cat; Roadrunner, Geococcyx californianus, uccello terricolo; Sidewinder, Crotalus cerastes, rettile, crotalo che si trova alla base dei cespugli; Snow goose, Chen hyperborea, uccello acquatico nel deserto; Snowy egret, Leucopheyx thula, uccello acquatico nel deserto; Sparrow hawk, Falco Sparviero, uccello terricolo; Stilts, Himantopus mexicanus, uccello acquatico nel deserto; Sun Spider, Eremobastes sp, insetto velenoso, ragno; Tiger Beetle, Cincindelidae family, insetto; Tarantula; Tarantula Hawk Wasp; Vulture, Cathartes aura, uccello terricolo, avvoltoio; Wild Burro, Equus asinus, mammifero, asino selvatico; Whistling Swan, Olor coluimbianus, uccello acquatico del deserto.

#### Pesci del deserto
Nella Valle della Morte si trovano cinque specie di ciprinodonte, chiamati pupfish. Alcuni di questi pesci sono rari, altri si trovano normalmente o nelle poche pozze o nelle sorgenti e nei torrenti di montagna: Devil's Hole pupfish, Cyprinodon diabolis un piccolo pesce che vive in un pozzo salato del deserto a Devil's Hole Ash Medows, poco fuori dal parco, vicino alla Death Valley Junction. Saratoga pupfish, Cyprinodon nevadensis nevadensis a Saratoga Springs, al limite Sud del parco. Salt Creek pupfish, Cyprinodon salinus a Salt Creek nella parte centrale della valle. Amargosa pupfish, Cyprinodon nevadensis amargose nel fiume Amargosa, a nord ovest della sorgente Saratoga. Cottonball Marsh pupfish, Cyprinodon milleri trovato a Cottonball Marsh 8 chilometri a sud di Salt Creek. Alcune di queste specie sono in pericolo sia per l'introduzione casuale di specie che competono per il cibo sia di pesci tropicali predatori, sia per l'uso di pesticidi, per il collezionismo, per il drenaggio delle fonti e l'irrigazione.

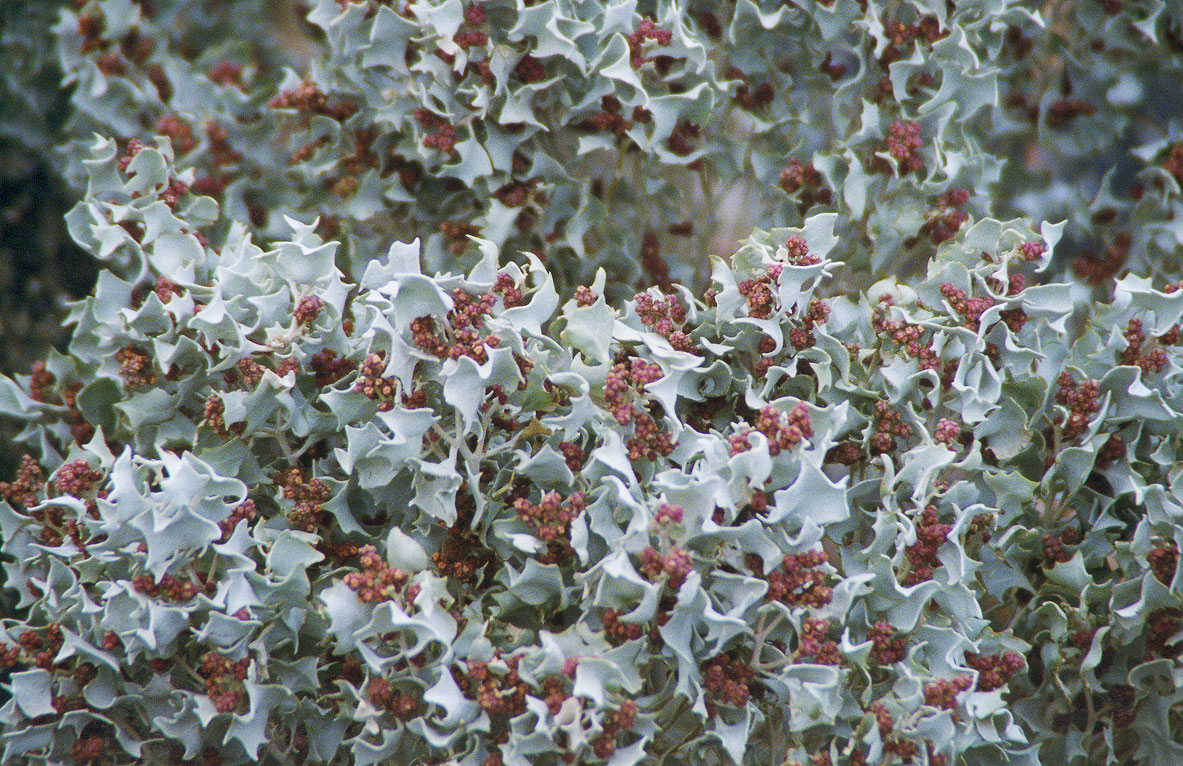
Agrifoglio del deserto (desert holly)
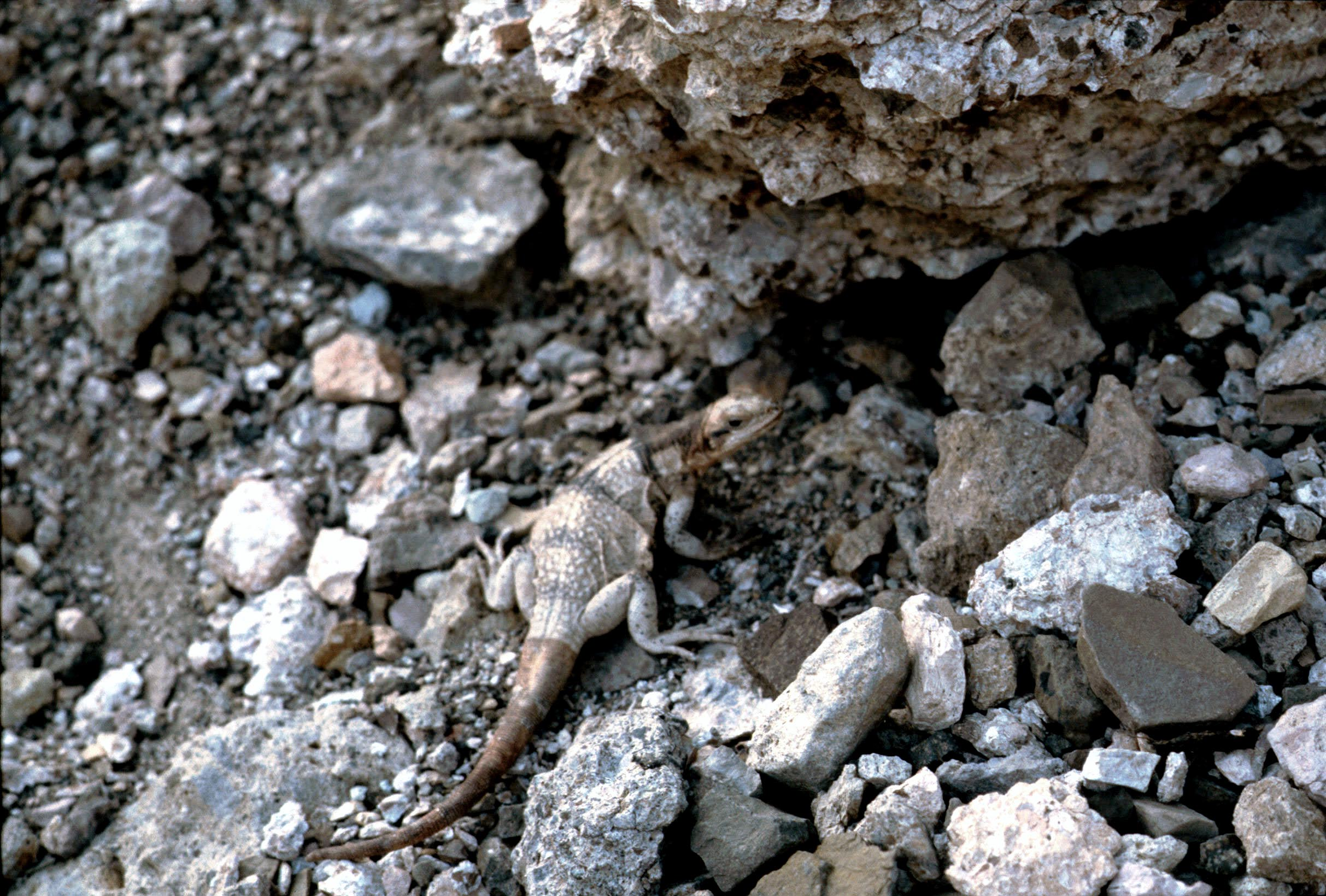
Chuckwalla
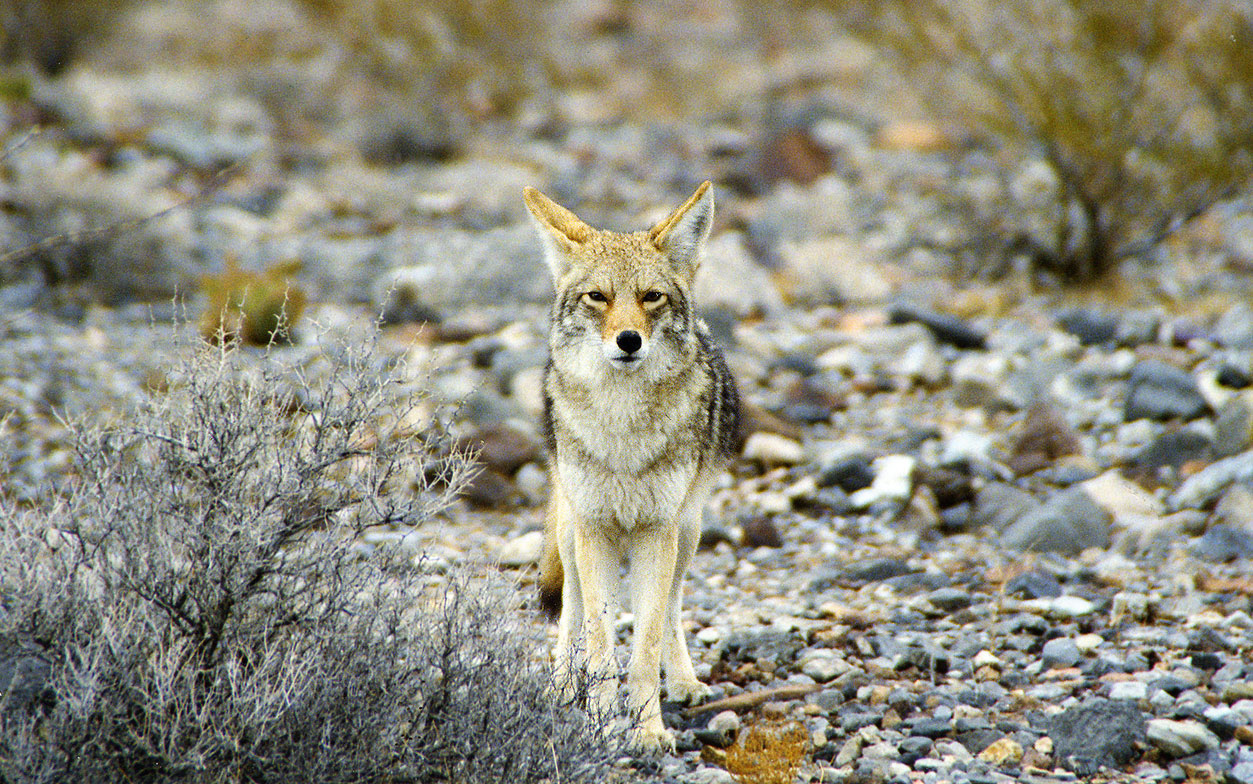
Coyote del deserto
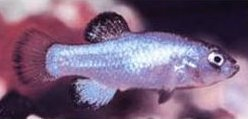
Ciprinodonte del buco del Diavolo (Devils Hole pupfish)
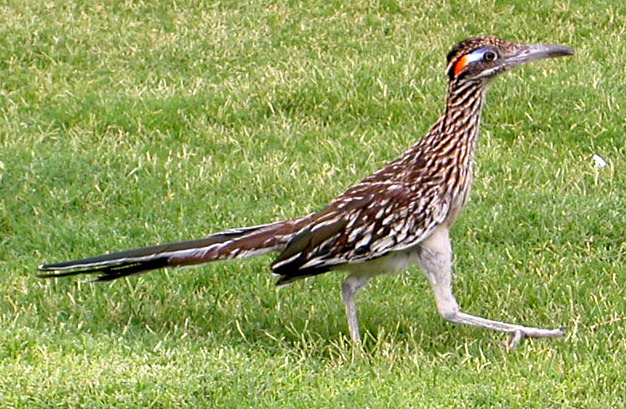
Corridore della strada (roadrunner)

## Storia dell'insediamento umano
Si trovano gli insediamenti di almeno quattro culture di nativi americani vissuti qui in epoche differenti, da 9 000 anni fa fino a 1 000, e al presente:
- dal 7000 a.C. le culture di Nevares Spring furono i primi gruppi umani della valle, che occuparono la regione quando il fondovalle era coperto per tutta la sua lunghezza di 145 chilometri (90 miglia) dal lago Manly, e gli animali selvatici e la vegetazione erano abbondanti;
- dal 3000 a.C. all'anno 1, cultura di Mesquite Flat;
- dal X secolo al XX secolo d. C., cultura di Saratoga Springs;
- dal 1100 a oggi, cultura degli Shoshoni della Valle della Morte.

Attualmente vivono ancora in questa zona solo pochi discendenti dei Timbisha, i nativi del Panamint. Di quel lago rimangono le tracce nei livelli nelle rocce circostanti e nell'esiguo affioramento di acqua salata a Badwater.
Nel XVIII secolo, all'epoca della espansione nel Far West, malgrado il clima molto secco, il territorio arido e desertico e le temperature estive più calde della Terra, i coloni trovarono questo territorio abitato da nativi americani, che si chiamavano Timbisha (popolo della valle) e furono ribattezzati Shoshoni e dai Paiute.
Nel 1849 la corsa all'oro (Gold Rush), scatenò l'ingordigia spingendo la povera gente verso sacrifici inauditi nella speranza di arricchirsi, trovando qualche chilo di pepite d'oro. Nacquero leggende su favolose miniere perdute sulle montagne del Panamint, come Gunsight, Breyfogle, Goller's Gold Nuggets, Wire Gold, e perfino su un tesoro sotterrato. Migliaia di persone si sparsero per i monti rivoltando ogni pietra e poi se ne andarono; alcuni, invece, come Shorty Harris, Pete Aguereberry, John Lemoigne rimasero e passarono tutta la vita inseguendo queste chimere.
Nel dicembre 1849, al confine della California, un centinaio di cercatori d'oro disinformati e senza mappe, con le loro famiglie, cercando la via verso la California, procedevano in gruppi sparsi sull'orlo orientale del fondovalle salato della Valle della Morte. Uomini, donne e bambini guardavano fissamente le torreggianti montagne del Panamint che ostruivano la via del ritorno. Vedevano il Telescope Peak (picco del Telescopio) a poche miglia di distanza, ma non riuscivano a uscire dai calanchi dei canaloni. Passarono un mese di spaventose privazioni sul fondo della valle e una persona anziana, già ammalata, morì. Prima di arrivare a uscire dalla valle, per sopravvivere mangiarono i loro buoi rinsecchiti, bruciando e abbandonando i carri, nei pressi dell'attuale Stovepipe Wells. La loro storia venne raccontata da William Lewis Manly, nell'autobiografia intitolata Death Valley in '49. La loro sofferenza divenne una leggenda che ha dato il nome alla valle.
Negli anni dal 1850 al 1900, durante il periodo della corsa all'Ovest (Far West), la Valle della Morte veniva attraversata dai pionieri con le carovane nel suo punto più stretto che ha una larghezza di circa 30 chilometri.
Partivano da Betty, entravano da Hells Gate, percorrevano il Mud Canyon, arrivavano allo Stovepipe Well e uscivano a Emigrant. La maggior parte dei capi carovana però preferiva aggirarlo. Di questo attraversamento si vedono ancora oggi le tracce infossate delle ruote dei carri, nei dintorni di Stovepipe Well.
Nel 1873 Panamint City fu la Tombstone della Valle della Morte. Fondata da fuorilegge, trovarono un ricco deposito d'argento e iniziò la corsa. Due anni dopo contava 2 000 abitanti, tra cui molti fuorilegge, tanto che la Wells Fargo rifiutò il trasporto dell'argento estratto. Quando il minerale si esaurì, se ne andarono tutti e Panamint City divenne una ghost town (città fantasma).
Nel 1881 Aaron Winters scoprì i giacimenti di borace e vendette i diritti per 20000 $ a William Coleman che l'anno successivo costituì l'impresa mineraria Harmony Borax Works. Nello stesso anno la Pacific Coast Borax Company (società di borace della costa del Pacifico) incominciò a estrarre il borace, portando nella Valle della Morte molta gente.
Sono di questo periodo i viaggi e le avventure della speciale carovana formata da due carri enormi e dalla cisterna dell'acqua trainati in blocco da venti muli, chiamata Twenty Mule Team Wagon (carro della squadra di venti muli), che univa la miniera di Harmony Borax Work con la ferrovia di Mojave distante 265 chilometri. Le dimensioni del carro sono uniche, 5 metri di lunghezza, 1,2 metri di larghezza, 1,8 metri di altezza del contenitore, sospeso su ruote enormi che lo alzavano di altri 2 metri e pesava 3 500 chilogrammi. Questo carro conteneva 10 tonnellate di minerale. Mentre la cisterna era da 4 500 litri. Fra salmerie, acqua e minerale, in totale i venti muli tiravano 36,5 tonnellate di peso, su strade dell'epoca, tortuose e non asfaltate. Andò avanti così per cinque anni, senza perdere mai un carico.
Una leggenda che al giorno d'oggi possiamo vedere ancora, durante particolari ricorrenze nella quale gli appassionati rievocano l'evento antico e lo rivivono in abiti e mezzi d'epoca (reenactment).
Attualmente dietro al motel Furnace Creek Ranch è esposto un trattore agricolo a vapore chiamato Old Dinah (vecchia Dina), che non operò nella Valle della Morte ma a Calico, un paese di minatori, dove fu trovato qualche chilo d'argento; oggi città fantasma, rinata a uso turistico. La Old Dinah avrebbe dovuto sostituire il Twenty Mule Team Wagon ma consumava troppo, circa 1,5 tonnellate di carbone per il viaggio di 265 chilometri. In più affondava nella sabbia e richiedeva una manutenzione quotidiana.
Nel 1904 durante la corsa all'oro a Goldfield, nel Nevada, spuntarono campi e miniere anche nella Valle della Morte a Bullfrog, Rhyolite, Harrisburg e Skidoo.
Nel 1905 Francis Marion Smith fece fortuna dall'estrazione del borace, mentre William Andrews Clark si arricchì nelle miniere di rame di Butte, Montana. Entrambi furono attratti dalla corsa all'oro che era in corso nella regione della Valle della Morte. Inizialmente fecero società poi uno di loro cambiò idea, cosa che portò a una rivalità che durò tutta la loro vita, alle aste di vendita delle concessioni per l'estrazione.
Nel 1906 fu trovato l'oro a Skidoo. Un paesino formato da ventitré case di legno, a 1 700 m sulle Tucki Mountains. Nel 1917, quando l'oro si esaurì, il paese fu abbandonato e cadde in rovina.
Nel 1933, l'11 febbraio, per preservare l'interesse storico naturalistico della valle, l'amministrazione Hoover stabilì che 6 500 km² di valle diventavano Monumento Nazionale, chiudendola allo sfruttamento minerario ma con un atto del Congresso a giugno la miniera fu riaperta.
Nel 1937 l'amministrazione Roosevelt e nel 1952 e quella di Truman allargarono quest'area fino a 8 000 km².
Nel 1976 la miniera fu chiusa ma nel 1982 fu di nuovo aperta.
Questa miniera è visibile a Ryan, sulla strada per andare a Dante's View, la lavorazione avviene tutta nelle gallerie, non si vede nessun viavai di camion o di minatori, la miniera è quasi mimetizzata e non lascia tracce nei dintorni e tanto meno nel resto della valle, con l'eccezione di un gran chiasso.

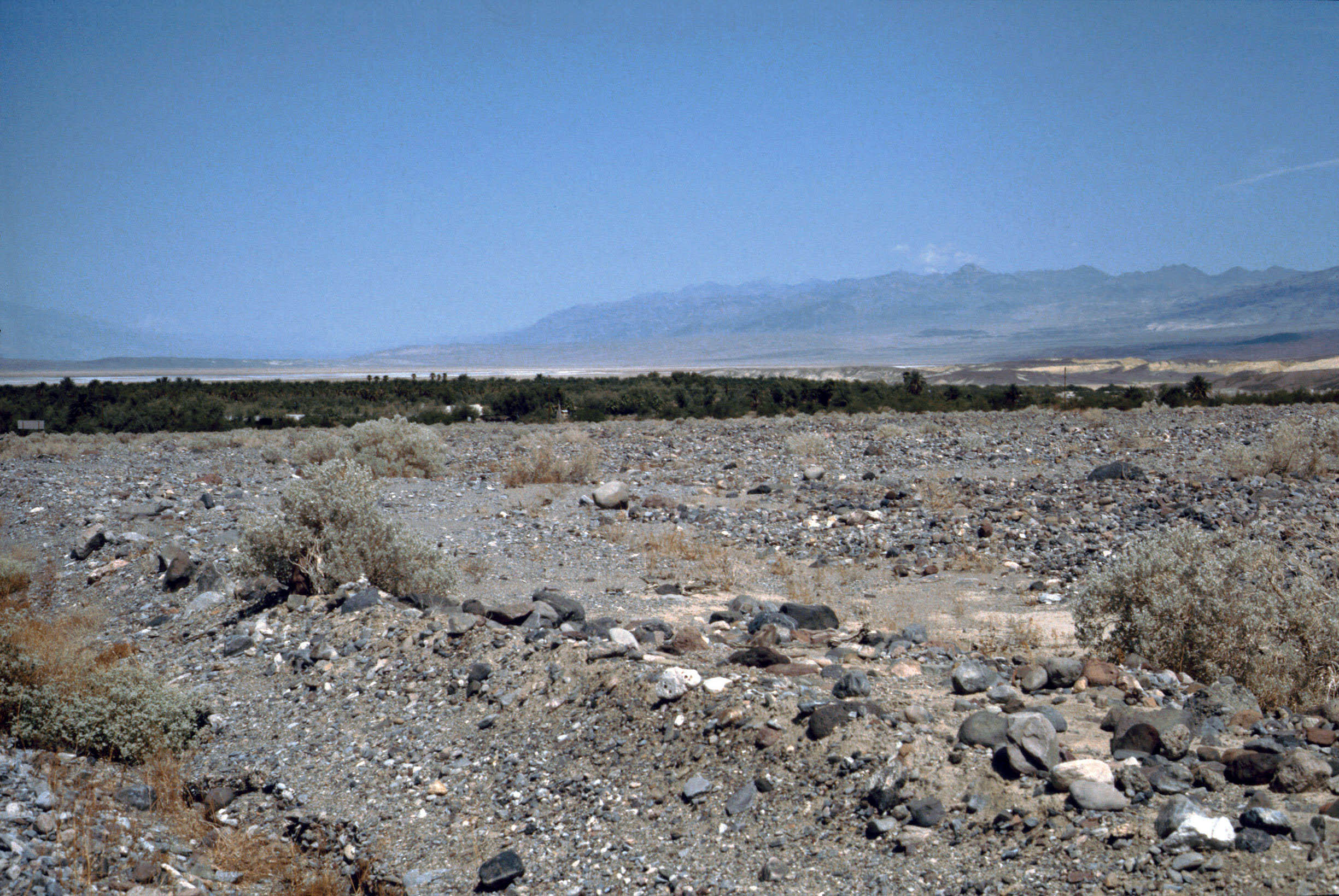
Oasi a Furnace Creek (torrente della fornace)
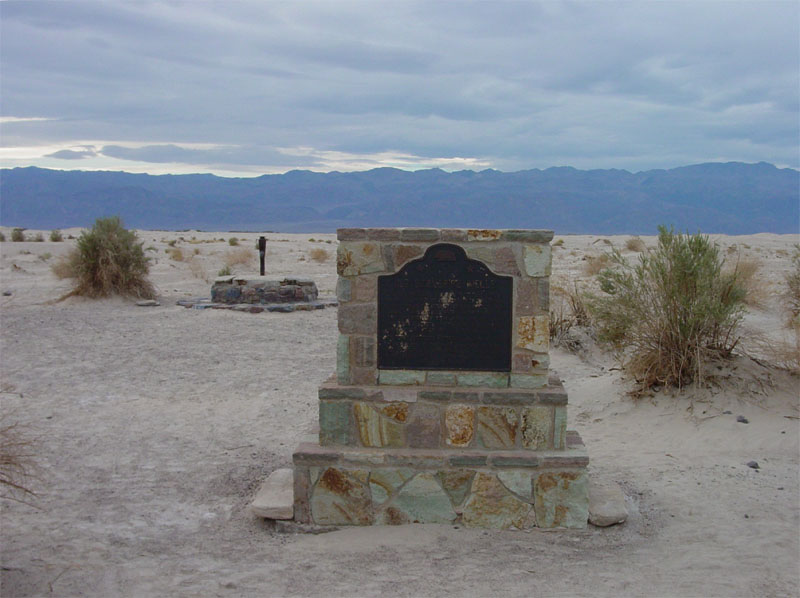
Historic Stovepipe Well (pozzo storico dei tubi di stufa), tutto ciò che è rimasto
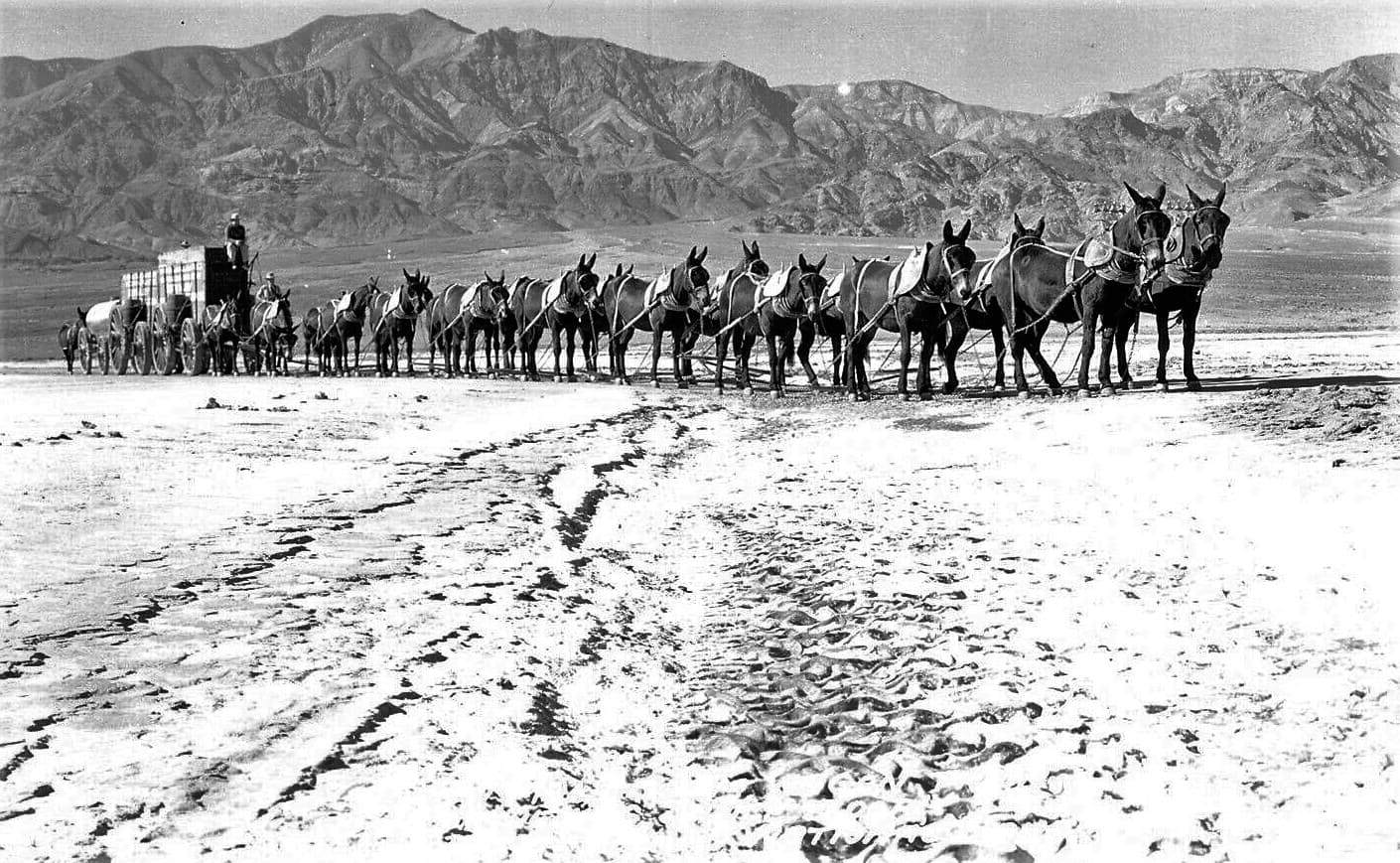
Twenty-mule team, (tiro dei 20 muli), Valle della Morte, 1881
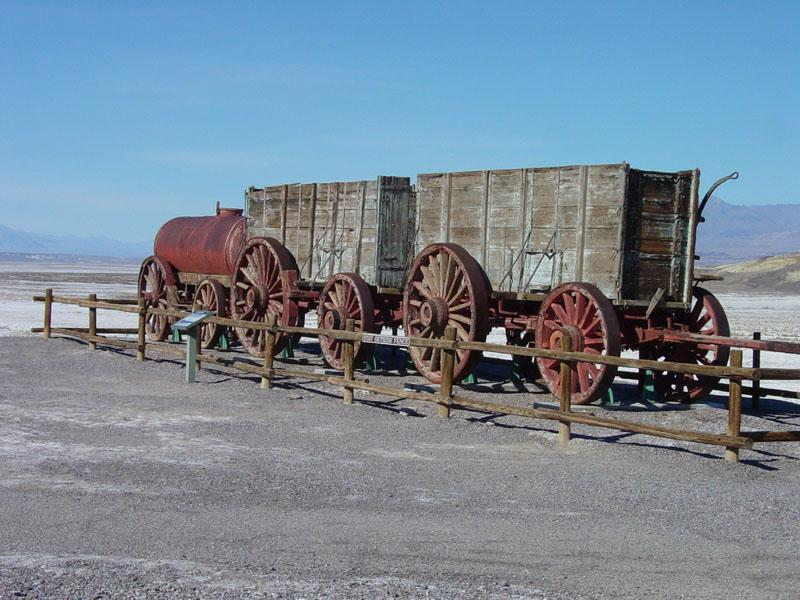
Mustard Canyon, carri e cisterna
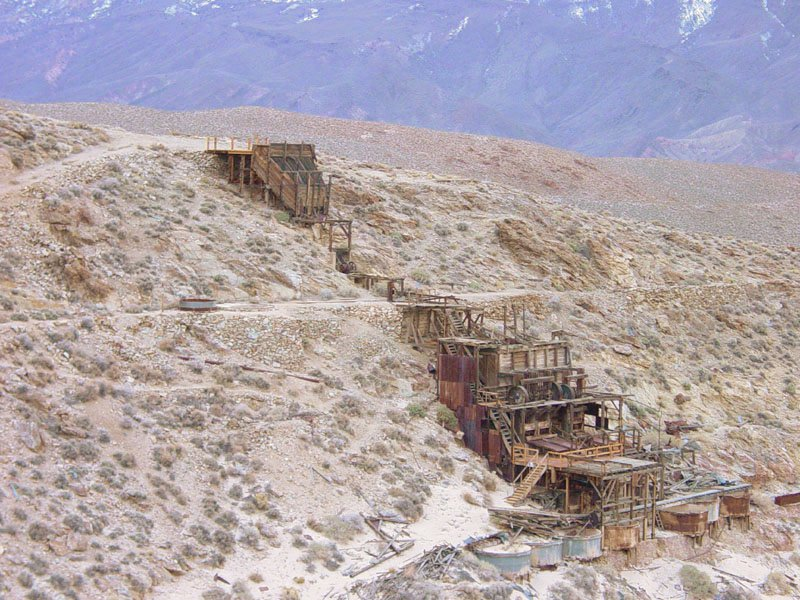
Resti di uno scivolo per l'estrazione dell'oro

### Punti di interesse
Il parco presenta i seguenti punti d'interesse:
- storico culturale
  - incisioni rupestri
  - città fantasma
  - miniere abbandonate della corsa all'oro
- geologico mineralogico
  - rocce
  - pietre mobili
  - sali di borace
  - bacino di sale
  - fossili
- naturalistico paesaggistico
  - osservazione della natura
    - piante
    - animali

  - foto di paesaggio
- sportivo
  - passeggiate nel deserto montuoso
  - scalate di vari gradi di difficoltà
  - mountain bike

### Informazioni utili

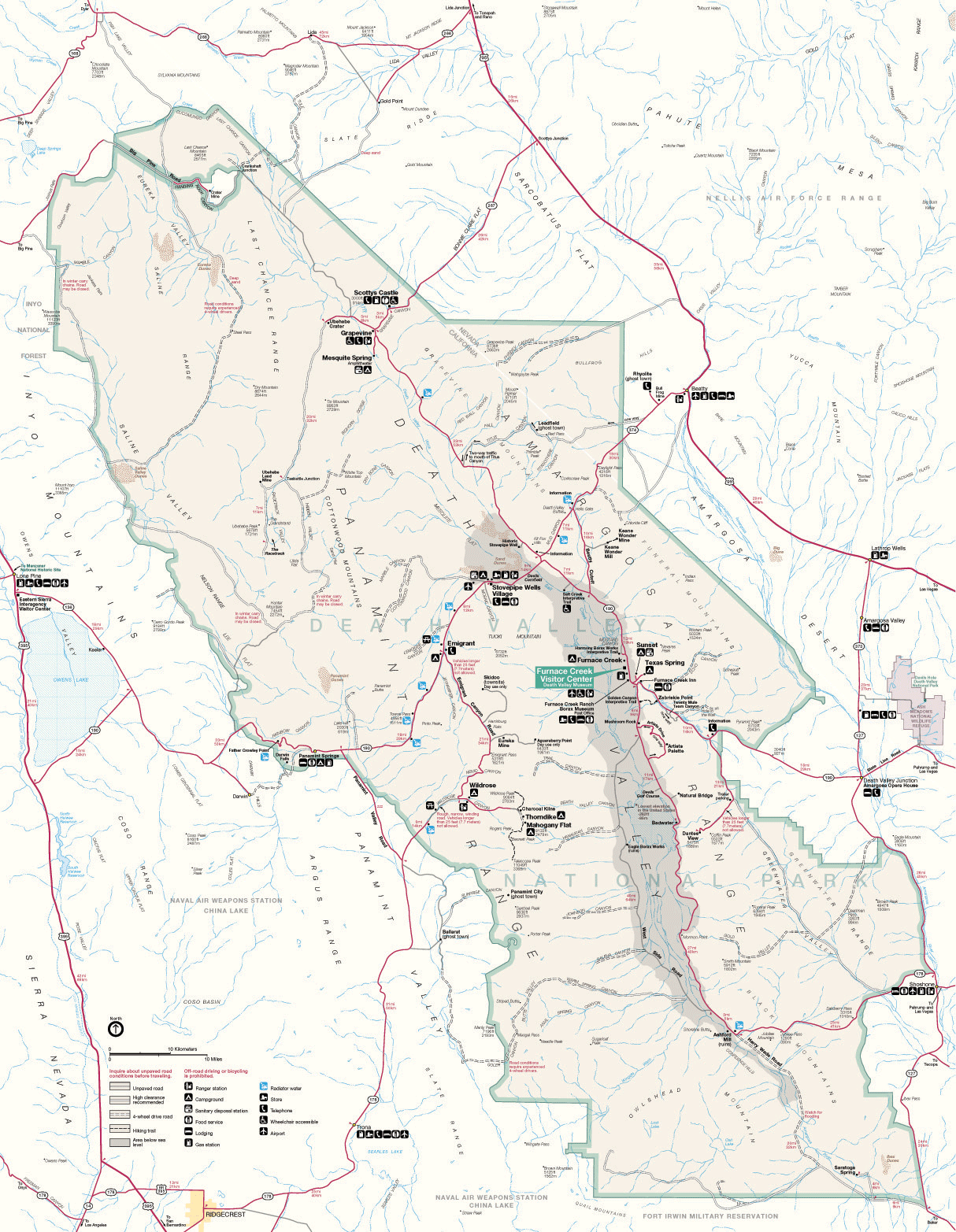
Cartina della Valle della Morte

Solitamente si visita il Grand Canyon e si passa la vacanza al Parco nazionale di Yosemite (parco nazionale dell'orso). Essendo la Death Valley sulla strada che porta dal Grand Canyon al Yosemite, molti turisti effettuano una tappa nella Valle della Morte.
Tra le cose delle quali è utile ricordarsi vi sono:
- Fornirsi di cartine geografiche
  - Cartina stradale della California.
  - Mappa della Death Valley del Geological Survey, con le linee altimetriche, indispensabili per chi fa le passeggiate senza conoscere il territorio e sulle quali sono segnati anche i ruderi (quella 1:250 000 comprende tutta la valle e quelle più dettagliate 1:62 500 sono 25 mappe fra cui scegliere quella che interessa, per chi si arrampica. Si trovano anche al Visitor Centre di Furnace Creek ed esposte alla Stazione dei Rangers. Esistono anche cartine 1:24 000).
- Fornirsi di almeno due litri di acqua a testa.
- È possibile che un'autovettura che viaggia di giorno a 45 °C con il condizionatore acceso possa incorrere in guasti (ad esempio perché si brucia la testata, in quanto l'aria calda che entra non raffredda più il radiatore, di un motore già sovraccaricato dal condizionatore): non bisogna in ogni caso abbandonare l'auto ma aspettare, stando all'ombra dell'auto. Di giorno passa sempre qualcuno che può trainare l'auto in panne oppure telefonare per il carro-attrezzi o ai Rangers in caso di emergenza.

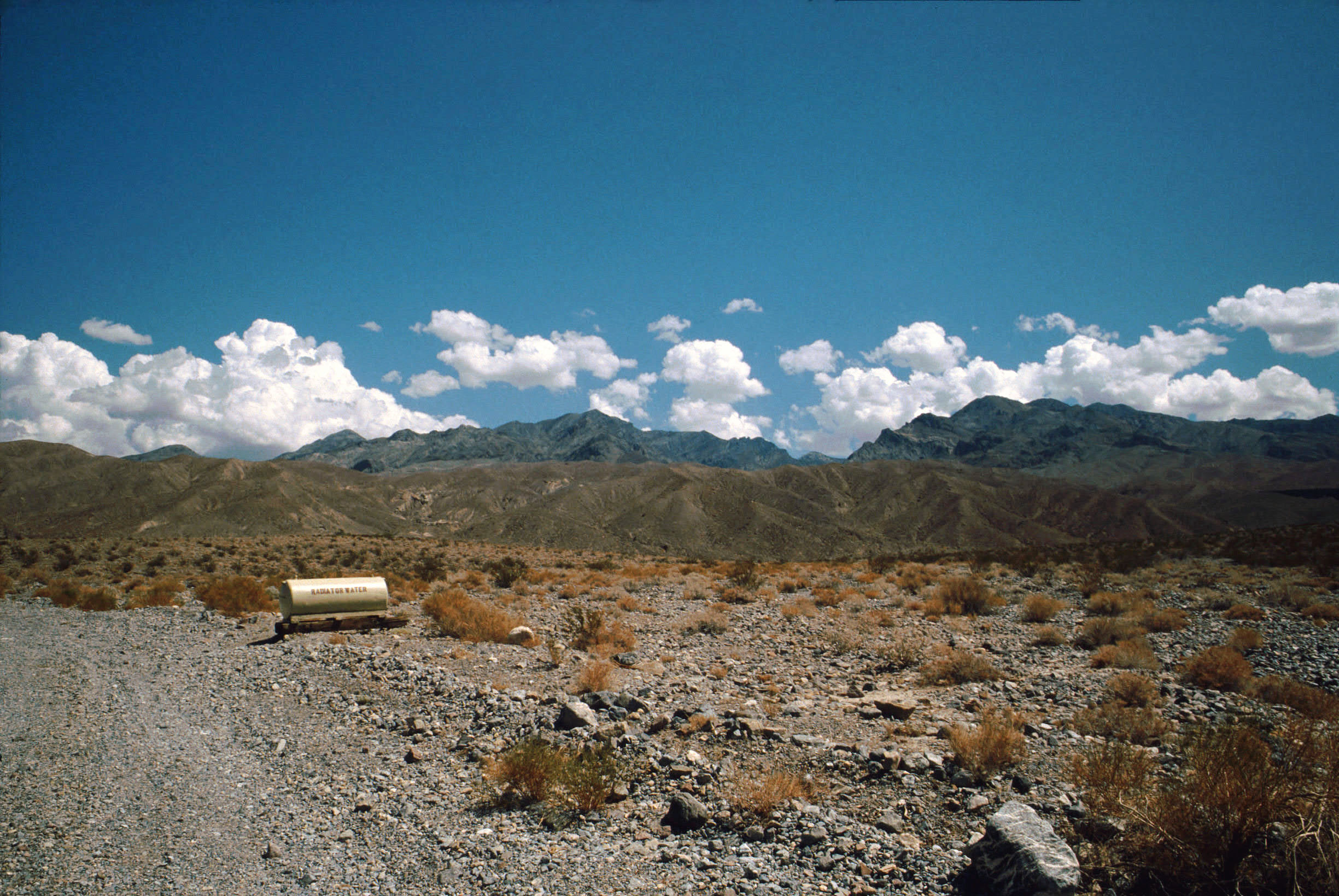
Serbatoio d'acqua non potabile per rifornire in emergenza il sistema di raffreddamento delle auto

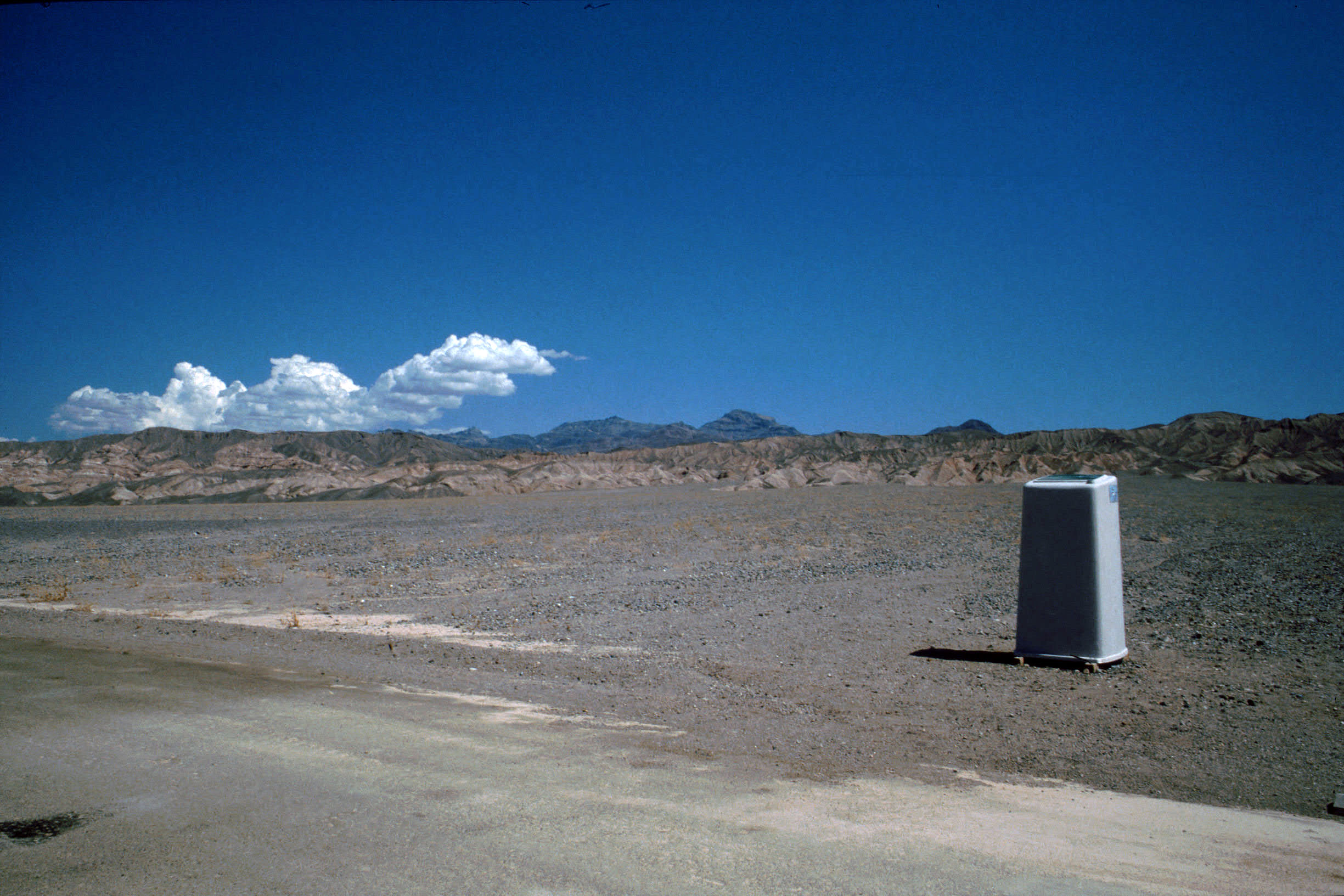
Il gabinetto nel deserto

- Lungo le strade della Valle della Morte, si trovano serbatoi d'acqua, non potabile di emergenza, gabinetti chimici e cabine telefoniche.
- È possibile percorrere anche 200 chilometri senza trovare rifornimento, di conseguenza prima di inoltrarsi nel deserto è opportuno, quando si fa il pieno di carburante, informarsi per sapere a che distanza si trova il prossimo fornitore.

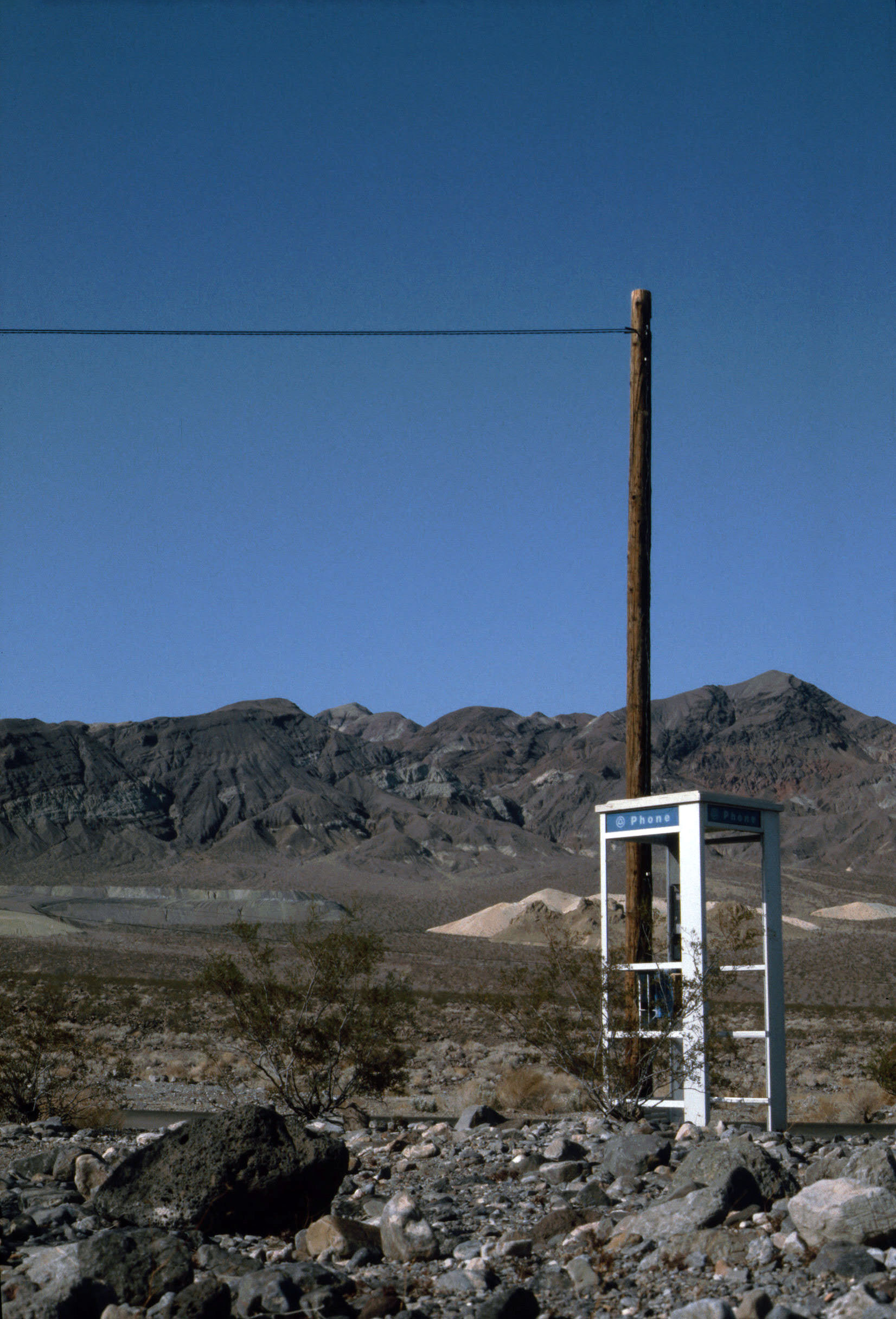
Cabina telefonica nel deserto

- I telefoni cellulari, all'interno della Valle della Morte e sotto un certo livello altimetrico, a tuttora (2007) non funzionano. Inoltre il parco è una zona rurale e non ha un moderno servizio telefonico. Prima degli anni 1980, una varietà di tecnologie telefoniche di epoche diverse connetteva le comunità all'interno del parco. L'area era servita dalla società Pacific Telephone facente parte della ex Bell System. Un ufficio centrale elettromeccanico presso Furnace Creek smistava le chiamate sui telefoni a disco negli alberghi e nel Centro visitatori. Attualmente, lungo le strade della Valle della Morte esistono rare cabine telefoniche a disco rotante, che forniscono un servizio a moneta, sia per chiamate su prenotazione, facendo il numero 0 (zero) che mette in comunicazione con un operatore e che permette di chiamare in tutto il mondo, sia chiamate dirette per mezzo dei prefissi.

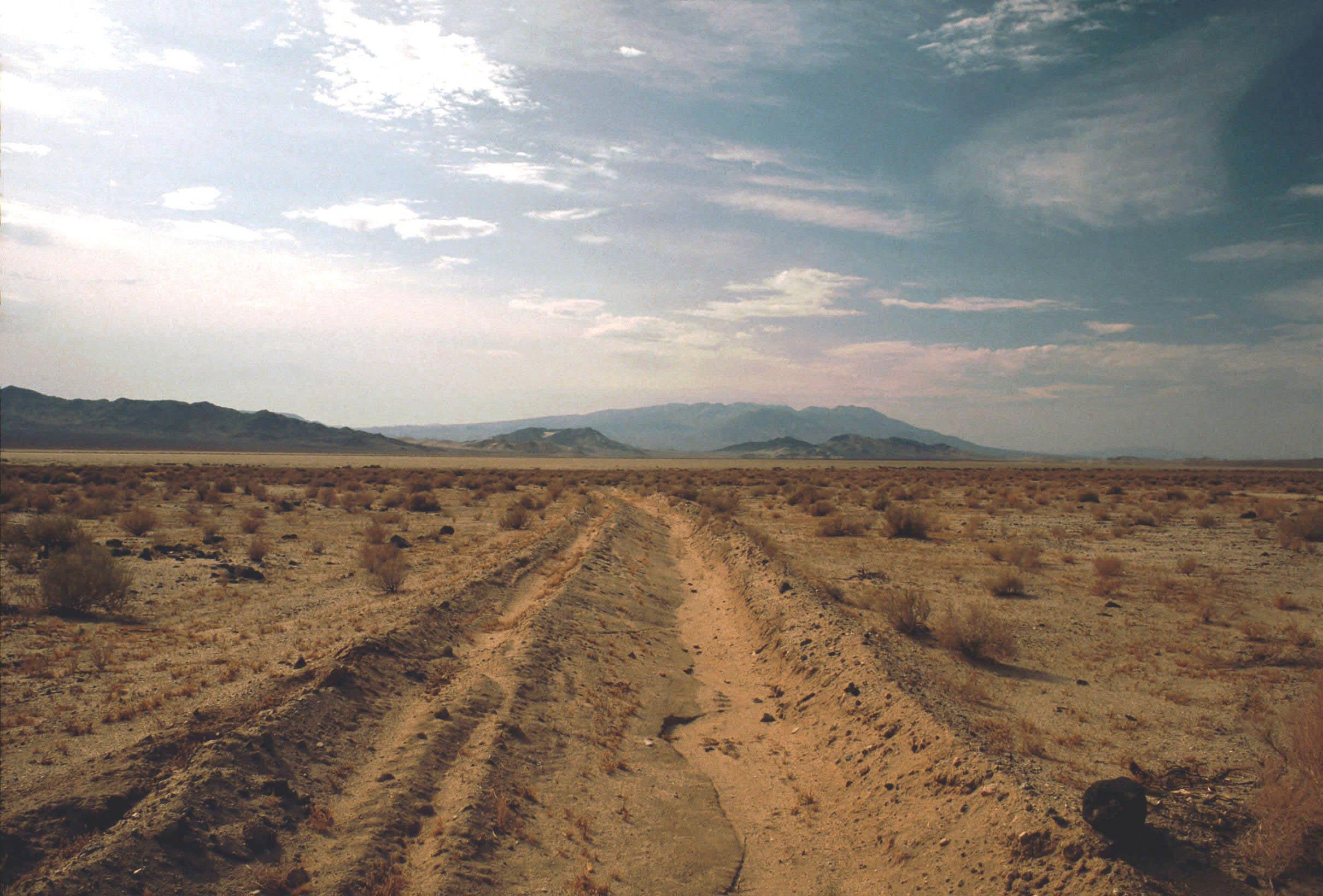
Pista su sabbia che si perde nel deserto verso le Black Mountains

- Le mulattiere spesso non sono carreggiabili e per percorrerle è necessario utilizzare auto da fuoristrada; spesso ne è però vietato del tutto l'accesso, se esistono rischi sulla praticabilità.
- È buona norma, qui come altrove, non raccogliere niente nel parco, per non depauperarne le risorse. Inoltre all'interno del parco possono comunque essere acquistati fiori, piante, minerali, meteoriti, ossa fossili di animali preistorici, conchiglie fossili e altri oggetti tipici.

## Escursionismo
Esistono delle guide che spiegano cosa fare, come affrontare il percorso, e quale percorso seguire, come anche per pianificare i luoghi per il pernottamento (trekking) in primavera.
- La temperatura minima invernale media è di 22 °C.
- È sconsigliato andare in giro quando la temperatura supera i 32 °C.

1. Telescope Peak, 3 300 metri.
Un sentiero di 11 chilometri parte da Mahogany Flat Campoground e porta a Wildrose Canyon a 2 511 metri.
Non c'è acqua, neanche al campo base.
Si impiegano da sei a otto ore per arrivare in cima e all'arrivo c'è un registro per la firma.
D'inverno c'è neve e ghiaccio, ed è pericoloso senza un adeguato equipaggiamento.
2. Si può scalare:
  - nelle Black Mountains, a Twenty Mule Team Canyon, Lemonade Spring, Gold Valley e Desert Hound Mine Loop Trail.
  - nelle Funeral Mountains a Schwaub Peak.
  - nella Mesquite Flat, lungo il pianoro fino a Nitre Beds.
  - nelle Grapevine Mountains a Death Valley Buttes, Corkscrew Peak, Titanothere Canyon, Thmble Peak.
  - nel Panamint Range a Hungry Bill's Ranch, Hanaupah Canyon, a Little Bridge Canyon e a Cottonwood Canyon.

### Itinerari di Mountain Biking
È necessaria la verifica preventiva dei termini di difficoltà, anche in dipendenza del clima stagionale.
- facili: Bycicle Path, Salt Creek Road, 20 Mule Team Road Canyon;
- moderatamente difficili: Hole-in-the-Wall Road, Keane Wonder Mine Road, Skidoo Road, Aguereberry Point Road, Lake Hill Road;
- estremamente difficili: Artist's Drive, West Side Road, Trail Canyon Road, Greenwater Valley Road, Titus Canyon Road, Cottonwood Canyon Road, Racetrack Road, Hidden Valley Road.

Il corpo senza vita dell'attore Dave Legeno è stato trovato nella Valle della Morte, precisamente a Zabriskie Point il 6 luglio 2014, dove l'attore si era recato per un'escursione.